# Métro de Lyon
Le métro de Lyon est un des systèmes de transport en commun desservant la ville française de Lyon et son agglomération. Il s'agit d'un réseau métropolitain constitué de quatre lignes dénommées à l'aide des lettres A, B, C et D. Le réseau comporte quarante-deux stations pour 34,55 km de voies en site propre.
La première ligne ouvre le 9 décembre 1974 par la transformation d'une ligne de funiculaire en chemin de fer à crémaillère entre les stations Croix-Paquet et Croix-Rousse. Le réseau est ensuite officiellement inauguré le 28 avril 1978 avec l'ouverture de deux lignes sur pneumatiques. Une quatrième ligne dont la conduite est automatique ouvre le 9 septembre 1991. Une cinquième ligne est envisagée à l'horizon 2030, mais finalement abandonnée en mai 2022 au profit d'un tramway express, appelé TEOL (Tramway express de l'ouest lyonnais), qui verra le jour en 2032.
Le métro ainsi que l'ensemble de son matériel d'exploitation appartiennent à SYTRAL Mobilités. L'exploitation est assurée par RATP Dev depuis le 1er janvier 2025 par l'intermédiaire d'une délégation de service public. RATP Dev succède à l'entreprise Keolis Lyon, qui opérait le réseau depuis 1993 (Keolis Lyon conserve l'exploitation du réseau de bus).

## Histoire

### Les funiculaires

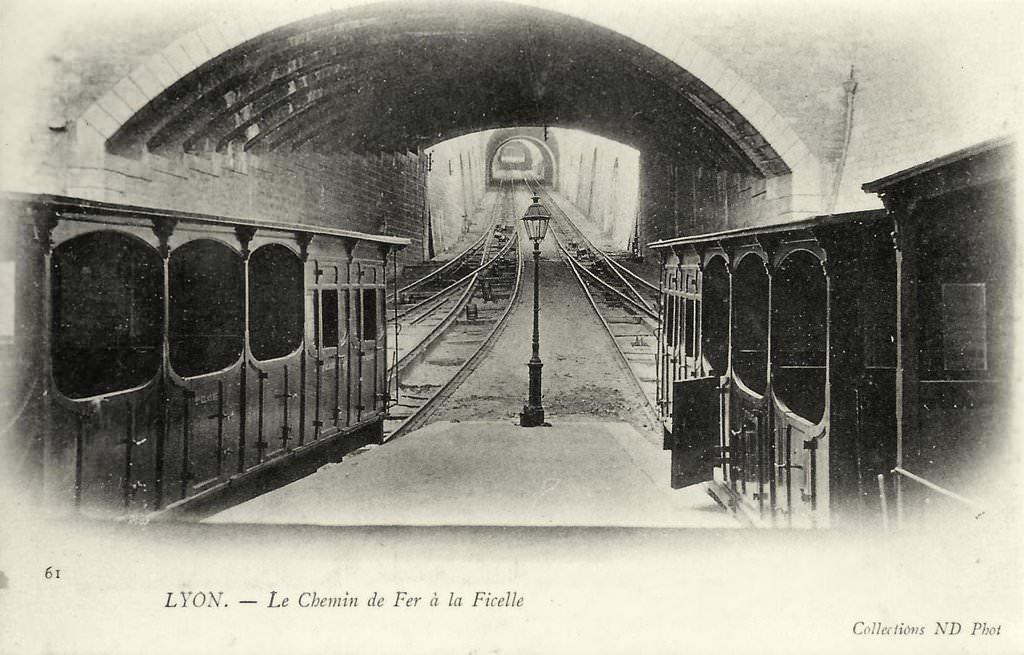
Le funiculaire de la Rue Terme

Si l'on s'en réfère à la définition du terme « métropolitain » donnée par différents dictionnaires de la langue française - « chemin de fer à traction électrique, partiellement ou totalement souterrain, qui dessert une grande agglomération urbaine » - Lyon peut se targuer d'avoir eu l'une des premières lignes de chemin de fer métropolitain du monde puisque la ligne de funiculaire de la rue Terme, qui répond à ces caractéristiques, fut ouverte en 1862, soit six mois avant la première ligne du métro de Londres.
Cette ligne située dans les pentes de la Croix-Rousse sera complétée en 1891 par le funiculaire de Croix-Paquet. Ce dernier est par ailleurs particulièrement lié au réseau de métro actuel, l'infrastructure souterraine de cette ligne ayant été reprise dans la constitution de la ligne C du réseau de métro actuel.
Au niveau de la colline de Fourvière, d'autres funiculaires compatibles avec les caractéristiques du terme « métropolitain » sont également inaugurés sur les mêmes périodes. Ainsi, le funiculaire de Saint-Just sera inauguré en 1878. Il sera suivi en 1900 par deux autres lignes reliant les quartiers de Saint-Jean et Saint-Paul à la basilique Notre-Dame de Fourvière.

### Projets avortés

#### Premier projet
Il faut attendre l'année 1885 pour voir apparaître le premier projet d'un métro. À cette époque, Joseph Jaubert, ingénieur du génie civil, trace les plans d'un réseau métropolitain de surface très original qui se veut complémentaire des lignes de tramways hippomobiles existantes. Trois itinéraires sont envisagés autour de la presqu'île sans toutefois y pénétrer :
- Oullins à Neuville-sur-Saône, avec embranchement vers Perrache
- Oullins à Miribel par Saint-Clair
- Perrache à Saint-Clair par la Guillotière, Monplaisir, Villeurbanne, Charpennes et Vaulx-en-Velin

Ces lignes, établies en voie type Decauville à l'écartement 0,60 m, emprunteraient les bas-ports ou les quais du Rhône et de la Saône sur une faible emprise (2,50 m de largeur). Chaque train à vapeur serait composé de 5 ou 6 voitures pouvant transporter jusqu'à 300 personnes à la vitesse maximale de 60 km/h, vitesse semble-t-il utopique à atteindre pour une voie de type Decauville.
Ce projet, bien qu'il fût publié à l'époque dans une revue sérieuse (La Science Populaire), ne connaîtra jamais de suite.

#### Ligne souterraine
En 1897, le Conseil municipal de Lyon met en adjudication publique une ligne de Croix-Rousse à Perrache en imposant aux soumissionnaires un trajet souterrain de la rue d'Algérie à la place Bellecour. Huit propositions valables sont reçues, dont l'une émane de l'OTL (Compagnie des Omnibus et Tramways de Lyon) et une autre de la CLT (Compagnie Lyonnaise de Tramways). Une nouvelle bataille va se déclencher entre ces deux compagnies, l'OTL finissant par l'emporter en rachetant purement et simplement la CLT. La ligne de Croix-Rousse à Perrache sera ouverte plus tard en surface, le projet de tunnel étant définitivement abandonné.

#### Réseau souterrain
C'est en 1900 que le premier projet d'un réseau métropolitain digne de ce nom fait son apparition dans la capitale des Gaules. Jean-Baptiste Berlier, ingénieur-constructeur parisien originaire de Rive-de-Gier (qui sera plus tard l'initiateur du réseau Nord-Sud parisien), demande la concession d'un réseau métropolitain souterrain à voie métrique dont la première ligne à réaliser dans l'immédiat suivrait l'itinéraire Perrache - Terreaux - Croix-Rousse, tant discuté à l'époque. Plus tard, les deux tracés Terreaux - Gare des Brotteaux et Terreaux - Vaise la compléteront.
La première ligne mesurerait 3 800 m de long et comporterait 14 stations. Elle serait construite très près de la surface en raison des infiltrations présentes dans les terrains de la presqu'île. Les trains se composeraient de 2 à 6 voitures, cadencés toutes les 2 à 6 minutes pour un fonctionnement de 5 h 30 à 0 h 15. La montée vers la Croix-Rousse se ferait à l'aide d'une crémaillère.
Comme ses prédécesseurs, ce projet ne verra jamais le jour.

### Constitution du réseau actuel

Carte animée de l'évolution des infrastructures ferroviaires de l'agglomération de Lyon, dont celle du métro, de 1860 à nos jours.

#### Prémices
Au succès du meeting organisé le 30 mai 1963 par l'Union des comités d'intérêts locaux (UCIL) et la Jeune chambre économique (JCE) fait suite la première discussion relative au projet de métro au conseil municipal de Lyon le 22 juillet.
C'est donc cette même année que débutent les premières études, principalement réalisées par René Waldmann alors ingénieur au Service Ordinaire des Ponts et Chaussées (SOPC) du Rhône.

#### Construction

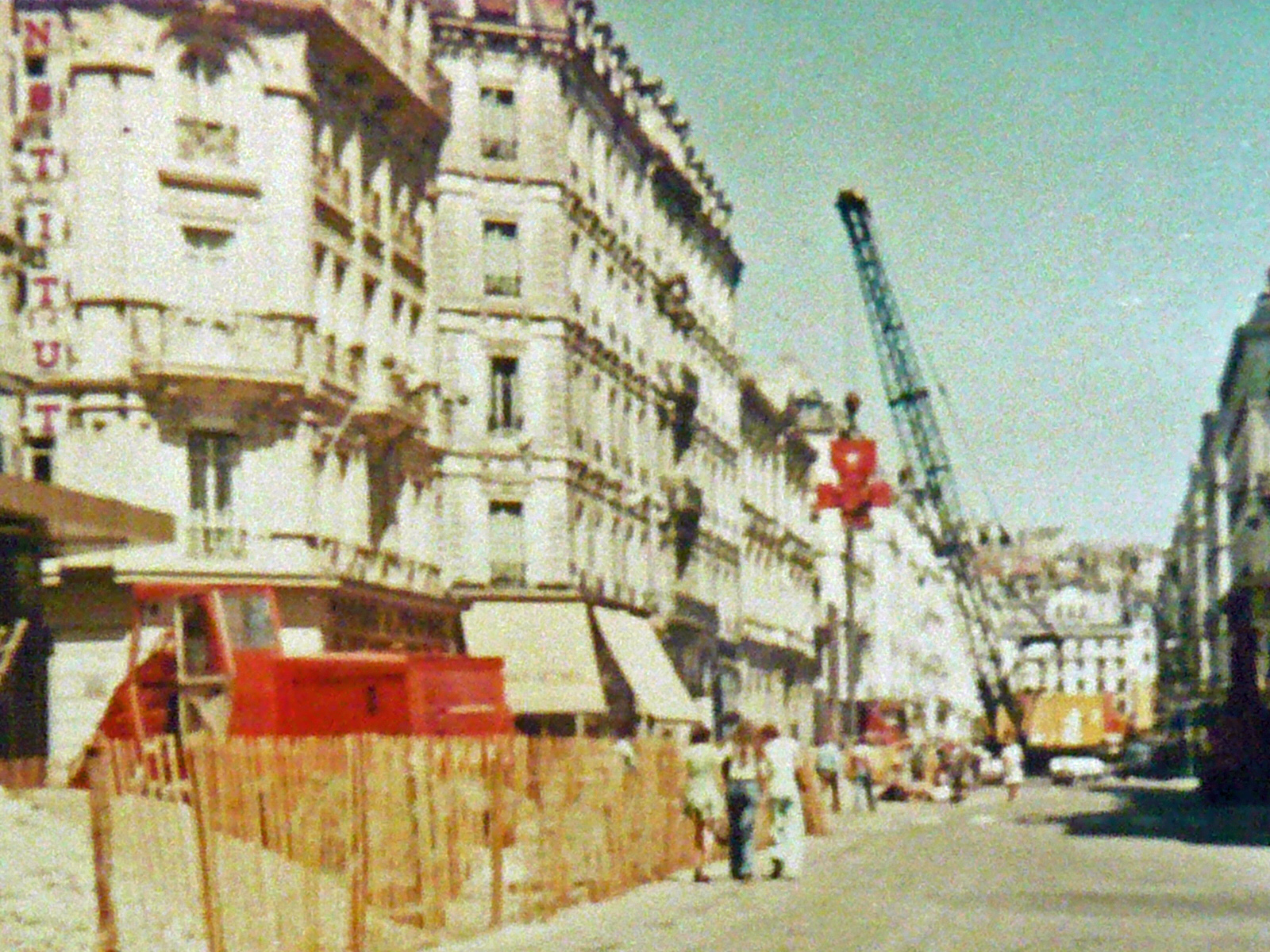
Les travaux de la première phase de construction à l'été 1974

En 1968 est créée la société d'études du métro de l'agglomération lyonnaise (SEMALY), dirigée par René Waldmann. Les travaux des lignes A et B commencent en 1973 pour une durée prévisionnelle de 55 mois jusqu'au 1er octobre 1977, à la suite de la signature par le préfet du Rhône le 23 juillet 1973, l'arrêté no 566-73 déclarant d'utilité publique « les travaux de la première ligne de métropolitain de l'agglomération lyonnaise sur les communes de Lyon, Villeurbanne et Vaulx-en-Velin », bien que cette déclaration concerne en réalité l'ensemble de la première phase du réseau, incluant non seulement la ligne A, mais aussi la ligne B entre Charpennes et Part-Dieu et le tunnel entre Croix-Paquet et Hôtel de Ville de la ligne C. La ligne C succédant au funiculaire entre les stations Croix-Paquet et Croix-Rousse, arrêté depuis l'été 1972, ouvre le 9 décembre 1974.
L'extension de cette ligne à Hôtel de Ville et l'ouverture de la ligne A (Perrache - Laurent-Bonnevay) et de la ligne B (Charpennes - Part-Dieu) sont inaugurées le 28 avril 1978 en présence du président de la République Valéry Giscard d'Estaing, du premier ministre Raymond Barre, du nouveau maire Francisque Collomb pour le tronçon passant sur la ville de Lyon et du maire Charles Hernu pour celui passant sur la ville de Villeurbanne.

#### Extensions successives

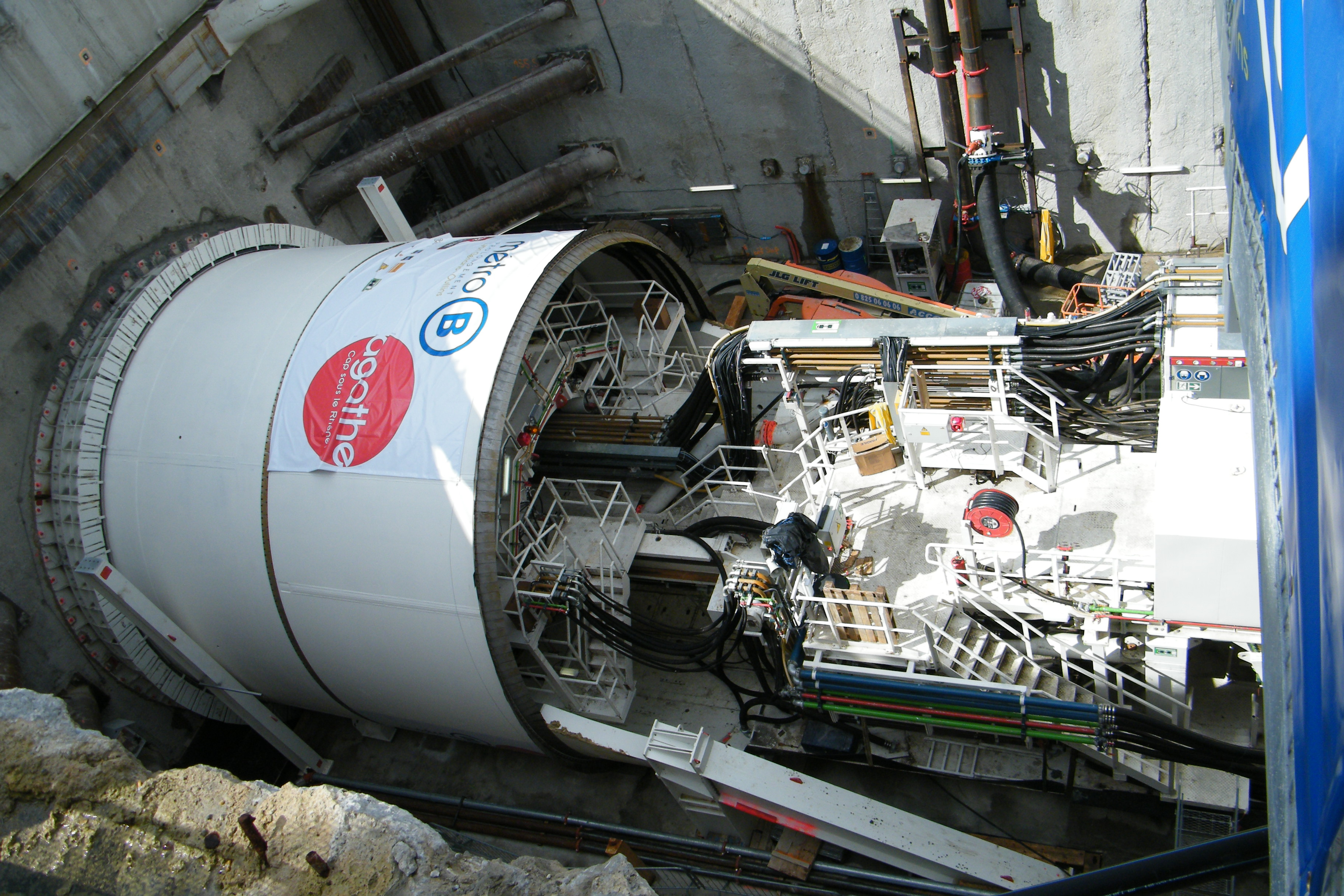
Le tunnelier lors de la construction du prolongement de la ligne B entre Gerland et Oullins (2010)

En 1981, la ligne B est prolongée de la Part-Dieu à Jean Macé. Trois ans plus tard, le tronçon de la ligne C entre la Croix-Rousse et Cuire donne à la ligne son aspect d'aujourd'hui. En 1991, une première partie de la ligne D est ouverte entre Gorge de Loup et Grange-Blanche, étendue jusqu'à la gare de Vénissieux l'année suivante puis à la gare de Vaise en 1997. En 2000, la ligne B est de nouveau étendue, cette fois jusqu'au Stade de Gerland. En 2007, la ligne A connaît sa seule extension avec l'implantation d'une station supplémentaire sur la commune de Vaulx-en-Velin à l'est de la ligne, dans le quartier Carré de soie. Enfin sur la ligne B, un tronçon supplémentaire de 1,7 km entre Gerland et la gare SNCF d'Oullins est achevé le 11 décembre 2013.
Un prolongement de la ligne B plus au sud pour desservir le centre hospitalier Lyon Sud est déclaré d'utilité publique en 2016 et le chantier démarre en juin 2017. Ce nouveau prolongement est mis en service le 20 octobre 2023 à 16 h.
Le prolongement au-delà, jusqu'à l'autoroute A450 à Saint-Genis-Laval, est également envisagé.

## Réseau actuel

### Présentation du réseau
Le métro de Lyon est le second réseau français comptant le plus de lignes (4 au total), après celui de Paris. Avec 34,45 km de ligne et 42 stations, il se situe en troisième position sur ces deux critères, après le métro de Paris et le métro de Lille. Il est également le deuxième réseau de métro le plus fréquenté de France, après Paris[réf. nécessaire].

#### Les lignes

Plan des principales lignes de transport en commun en 2024.

Le réseau métro comporte quatre lignes, identifiées par des lettres, et caractérisées par leur couleur.
La ligne C est le seul métro à crémaillère débrayable au monde (la crémaillère est présente seulement sur la partie en pente de la ligne). Ancien funiculaire converti en 1974, intégrée au métro en 1978 et prolongée en 1984, la ligne la plus courte du réseau assure cependant une desserte importante vers le nord de Lyon.
La ligne D, dernière née du réseau (inaugurée en 1991), est aussi la plus fréquentée, devant la ligne A. Elle est exploitée en pilotage automatique intégral depuis le 31 août 1992.
La ligne B, ouverte en 1978, a plusieurs particularités : Son terminus nord (Charpennes-Charles Hernu) est à voie unique et au même niveau que les voies de la ligne A. Entre les stations Stade de Gerland et Gare d'Oullins, la ligne passe 17 m sous le Rhône après avoir franchi une pente de plus de 50 ‰. Son système de pilotage automatique a été complètement renouvelé pour évoluer vers un pilotage automatique intégral sans conducteur. Enfin, son matériel roulant (MPL 75) a été intégralement remplacé par des rames MPL 16. Le prolongement vers Saint-Genis-Laval est inauguré en octobre 2023.
Le tableau ci-dessous résume les principales caractéristiques de ces lignes :
| Ligne | Caractéristiques | Caractéristiques                    | Caractéristiques                    | Caractéristiques                    | Caractéristiques                    | Caractéristiques                              | Caractéristiques                         | Caractéristiques                         | Caractéristiques                    |
| A     | Métro de Lyon · Ligne A | Métro de Lyon · Ligne A             | Métro de Lyon · Ligne A             | Métro de Lyon · Ligne A             | Métro de Lyon · Ligne A             | Métro de Lyon · Ligne A                       | Métro de Lyon · Ligne A                  | Métro de Lyon · Ligne A                  | Métro de Lyon · Ligne A             |
| A     | Perrache ⥋ Vaulx-en-Velin - La Soie | Perrache ⥋ Vaulx-en-Velin - La Soie | Perrache ⥋ Vaulx-en-Velin - La Soie | Perrache ⥋ Vaulx-en-Velin - La Soie | Perrache ⥋ Vaulx-en-Velin - La Soie | Perrache ⥋ Vaulx-en-Velin - La Soie           | Perrache ⥋ Vaulx-en-Velin - La Soie      | Perrache ⥋ Vaulx-en-Velin - La Soie      | Perrache ⥋ Vaulx-en-Velin - La Soie |
| ----- | --- | ----------------------------------- | ----------------------------------- | ----------------------------------- | ----------------------------------- | --------------------------------------------- | ---------------------------------------- | ---------------------------------------- | ----------------------------------- |
| A     | Ouverture / Fermeture 2 mai 1978 / — | Longueur 9,2 km                     | Durée 24 min                        | Nb. d’arrêts 14                     | Matériel MPL 75                     | Jours de fonctionnement L, Ma, Me, J, V, S, D | Jour / Soir / Nuit / Fêtes O / O / N / O | Voy. / an 71 887 723 (259 000 voy./jour) | Unité de Transport La Poudrette     |
| A     | Desserte : - Villes et lieux desservis : Lyon 2e (Place Bellecour, Hôtel-Dieu de Lyon, Rue de la République, Place des Cordeliers, Lycée Ampère-Bourse), Lyon 1er (Musée des Beaux-Arts de Lyon, Place des Terreaux, Opéra de Lyon, Hôtel de ville de Lyon), Lyon 6e (Lycée de la Trinité, Place Kléber), Villeurbanne (Maison du livre, Les Gratte-Ciel, Astroballe, Pôle de loisirs Carré de Soie, Carré de soie, Hippodrome de Lyon - La Soie) et Vaulx-en-Velin (Carré de soie). - Stations et gares desservies : Perrache, Ampère - Victor Hugo, Bellecour, Cordeliers, Hôtel de Ville - Louis Pradel, Foch, Masséna, Charpennes - Charles Hernu, République - Villeurbanne, Gratte-Ciel, Flachet - Alain Gilles, Cusset, Laurent Bonnevay - Astroballe et Vaulx-en-Velin - La Soie |                                     |                                     |                                     |                                     |                                               |                                          |                                          |                                     |
| A     | Autre : - Stations non accessibles aux UFR : Aucune. - Particularités : La ligne fonctionne tous les jours de 4 h 35 à 0 h 20 et est à conduite semi-automatique (PA). L'inter-station moyenne est de 715 m. Ella fut mise en service le 2 mai 1978 en même temps que la ligne B. - Date de dernière mise à jour : 20 mars 2025. |                                     |                                     |                                     |                                     |                                               |                                          |                                          |                                     |
| A     | Dernière actualisation : — |                                     |                                     |                                     |                                     |                                               |                                          |                                          |                                     |
| B     | Métro de Lyon · Ligne B | Métro de Lyon · Ligne B             | Métro de Lyon · Ligne B             | Métro de Lyon · Ligne B             | Métro de Lyon · Ligne B             | Métro de Lyon · Ligne B                       | Métro de Lyon · Ligne B                  | Métro de Lyon · Ligne B                  | Métro de Lyon · Ligne B             |
| B     | Saint-Genis-Laval Hôpital Lyon Sud ⥋ Charpennes - Charles Hernu |                                     |                                     |                                     |                                     |                                               |                                          |                                          |                                     |
| B     | Ouverture / Fermeture 2 mai 1978 / — | Longueur 10,2 km                    | Durée 17 min                        | Nb. d’arrêts 12                     | Matériel MPL 16                     | Jours de fonctionnement L, Ma, Me, J, V, S, D | Jour / Soir / Nuit / Fêtes O / O / N / O | Voy. / an 45 891 593 (221 000 voy./jour) | Unité de Transport La Poudrette     |
| B     | Desserte : - Villes et lieux desservis : Saint-Genis-Laval, Oullins-Pierre-Bénite (Oullins), Lyon 7e (Stade de Gerland, ENS Lyon, Mairie du 7e), Lyon 3e (Lycée Ampère-Saxe, Bourse du travail de Lyon, Nouveau Palais de Justice, Mairie du 3e, Centre commercial de La Part-Dieu, Hôtel de la Métropole du Grand Lyon), Lyon 6e (Ancienne gare de Lyon-Brotteaux) et Villeurbanne. - Stations et gares desservies : Saint-Genis-Laval Hôpital Lyon Sud, Oullins Centre, Gare d'Oullins, Stade de Gerland – Le LOU, Debourg, Place Jean Jaurès, Jean Macé, Saxe - Gambetta, Place Guichard - Bourse du Travail, Gare Part-Dieu - Vivier Merle, Brotteaux et Charpennes - Charles Hernu                                                                                                  |                                     |                                     |                                     |                                     |                                               |                                          |                                          |                                     |
| B     | Autre : - Stations non accessibles aux UFR : Aucune. - Particularités : La ligne fonctionne tous les jours de 4 h 49 à 0 h 18 et est à conduite automatique intégrale (PAI). L'inter-station moyenne est de 775 m. Elle fut mise en service le 2 mai 1978 en même temps que la ligne A. Il s'agit de la seule ligne du métro de Lyon initialement à conduite manuelle à avoir été convertie en métro automatique. Il s'agit également de la ligne ayant le plus fait l'objet d'extensions successives depuis sa création. - Date de dernière mise à jour : 20 mars 2025. |                                     |                                     |                                     |                                     |                                               |                                          |                                          |                                     |
| B     | Dernière actualisation : — |                                     |                                     |                                     |                                     |                                               |                                          |                                          |                                     |
| C     | Métro de Lyon · Ligne C | Métro de Lyon · Ligne C             | Métro de Lyon · Ligne C             | Métro de Lyon · Ligne C             | Métro de Lyon · Ligne C             | Métro de Lyon · Ligne C                       | Métro de Lyon · Ligne C                  | Métro de Lyon · Ligne C                  | Métro de Lyon · Ligne C             |
| C     | Hôtel de Ville - Louis Pradel ⥋ Cuire |                                     |                                     |                                     |                                     |                                               |                                          |                                          |                                     |
| C     | Ouverture / Fermeture 9 décembre 1974 / — | Longueur 2,5 km                     | Durée 8 min                         | Nb. d’arrêts 5                      | Matériel MCL 80                     | Jours de fonctionnement L, Ma, Me, J, V, S, D | Jour / Soir / Nuit / Fêtes O / O / N / O | Voy. / an 8 977 455 (35 000 voy./jour)   | Unité de Transport Hénon            |
| C     | Desserte : - Villes et lieux desservis : Lyon 1er (Musée des Beaux-Arts de Lyon, Place des Terreaux, Opéra de Lyon, Hôtel de ville de Lyon, Pentes de la Croix-Rousse), Lyon 4e (La Croix-Rousse, Hôpital de la Croix-Rousse) et Caluire-et-Cuire (Infirmerie Protestante). - Stations et gares desservies : Hôtel de Ville - Louis Pradel, Croix-Paquet, Croix-Rousse, Hénon et Cuire |                                     |                                     |                                     |                                     |                                               |                                          |                                          |                                     |
| C     | Autre : - Stations non accessibles aux UFR : Croix-Paquet. - Particularités : La ligne fonctionne tous les jours de 4 h 51 à 0 h 25 et est à conduite manuelle (CM). L'inter-station moyenne est de 613 m. La fréquentation journalière est de 35 000 voyageurs. Initialement un funiculaire, elle fut convertie en métro à crémaillère en 1974 puis prolongée vers Hôtel de Ville - Louis Pradel en 1978 à l'occasion de la mise en service des lignes A et B. En plus de desservir la station de métro la plus pentue du Monde (Croix-Paquet), il s'agit de la seule ligne de métro à crémaillère au Monde. - Date de dernière mise à jour : 20 mars 2025. |                                     |                                     |                                     |                                     |                                               |                                          |                                          |                                     |
| C     | Dernière actualisation : — |                                     |                                     |                                     |                                     |                                               |                                          |                                          |                                     |
| D     | Métro de Lyon · Ligne D | Métro de Lyon · Ligne D             | Métro de Lyon · Ligne D             | Métro de Lyon · Ligne D             | Métro de Lyon · Ligne D             | Métro de Lyon · Ligne D                       | Métro de Lyon · Ligne D                  | Métro de Lyon · Ligne D                  | Métro de Lyon · Ligne D             |
| D     | Gare de Vaise - Gérard Collomb ⥋ Gare de Vénissieux |                                     |                                     |                                     |                                     |                                               |                                          |                                          |                                     |
| D     | Ouverture / Fermeture 4 septembre 1991 / — | Longueur 12,6 km                    | Durée 25 min                        | Nb. d’arrêts 15                     | Matériel MPL 85                     | Jours de fonctionnement L, Ma, Me, J, V, S, D | Jour / Soir / Nuit / Fêtes O / O / N / O | Voy. / an 81 456 822 (312 000 voy./jour) | Unité de Transport Le Thioley       |
| D     | Desserte : - Villes et lieux desservis : Lyon 9e (Vaise), Lyon 5e (Vieux Lyon, Palais de justice historique de Lyon, Primatiale Saint-Jean de Lyon), Lyon 2e (Place Bellecour, Hôtel-Dieu de Lyon), Lyon 3e (La Guillotière, Hôpital Édouard-Herriot), Lyon 7e (La Guillotière), Lyon 8e, Bron et Vénissieux (Parc de Parilly). - Stations et gares desservies : Gare de Vaise - Gérard Collomb, Valmy, Gorge de Loup, Vieux Lyon - Cathédrale Saint-Jean, Bellecour, Guillotière - Gabriel Péri, Saxe - Gambetta, Garibaldi, Sans Souci, Monplaisir - Lumière, Grange-Blanche, Laënnec, Mermoz-Pinel, Parilly et Gare de Vénissieux |                                     |                                     |                                     |                                     |                                               |                                          |                                          |                                     |
| D     | Autre : - Stations non accessibles aux UFR : Aucune. - Particularités : La ligne fonctionne tous les jours de 5 h à 0 h 20 et est à conduite automatique intégrale (PAI). L'inter-station moyenne est de 900 m. La fréquentation journalière est de 290 000 voyageurs. Il s'agit de la toute première ligne de métro automatique à grand gabarit du Monde. - Date de dernière mise à jour : 20 mars 2025. |                                     |                                     |                                     |                                     |                                               |                                          |                                          |                                     |
| D     | Dernière actualisation : — |                                     |                                     |                                     |                                     |                                               |                                          |                                          |                                     |

### Fréquentation
Le nombre de voyages annuels comptabilisé sur le réseau a franchi la barre des 200 millions en 2017. D'après des mesures faites un jour ouvré en octobre 2021, c'est la station Bellecour qui est la plus fréquentée, avec près de 105 000 voyageurs par jour, suivie de Saxe - Gambetta (65 000 voyageurs) et Charpennes (54 000).
| Année                                  | 2014   | 2015    | 2016    | 2017    | 2018    | 2019    | 2020   | 2021   | 2022   | 2023    |
| Nombre de voyages annuel (en millions) | 196,93 | 195,272 | 198,158 | 205,590 | 212,390 | 219,525 | 132,64 | 159,03 | 194,58 | 208,214 |

## Installations fixes

### Voies et ouvrages d'art

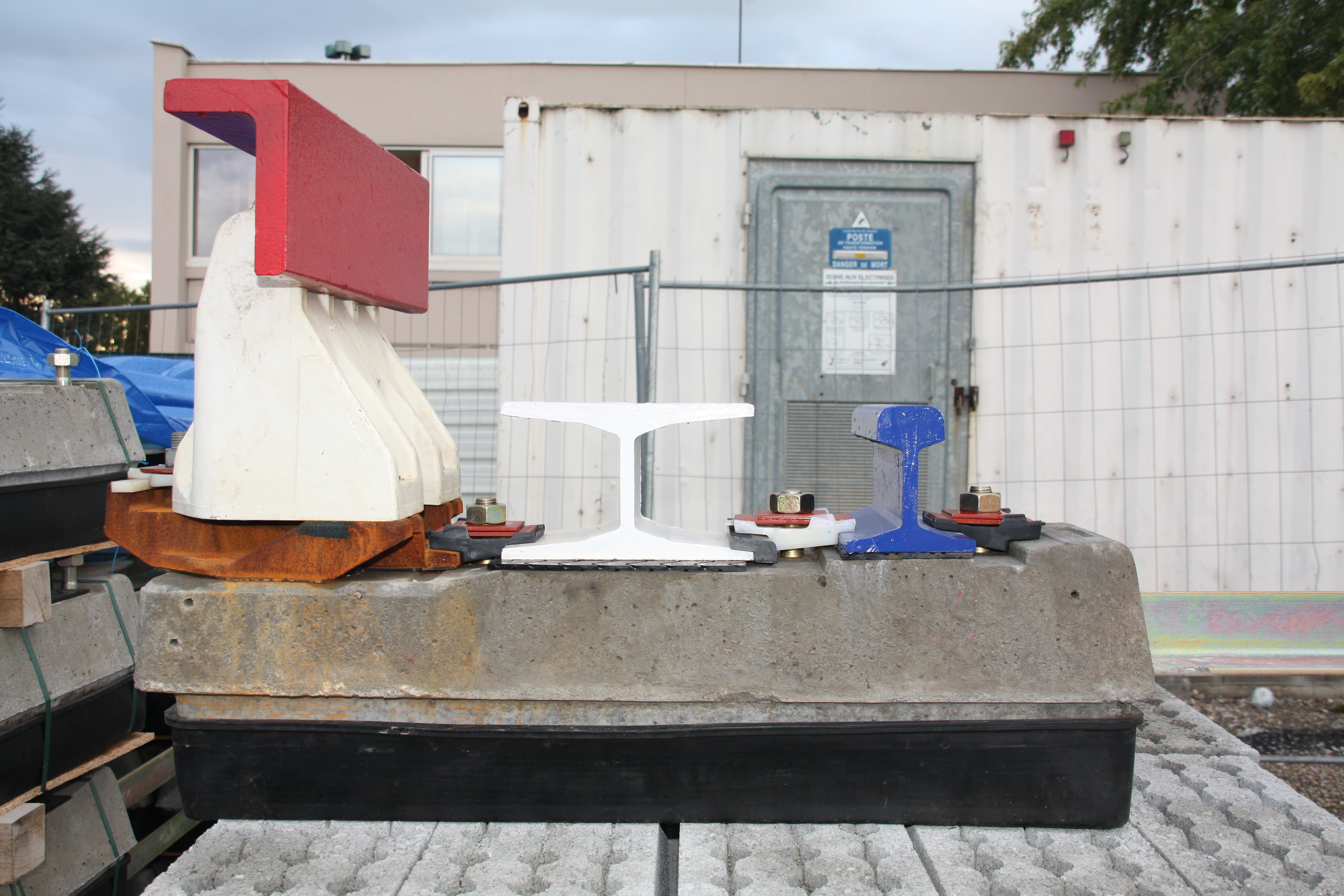
Profil d'un rail, de gauche à droite, le guide, la piste support des pneumatiques et le rail de sécurité

Les lignes A, B et D étant conçues pour faire circuler des rames à roulement sur pneumatiques, avec alimentation électrique par 3e rail latéral, les installations ferroviaires sont très spéciales.
Comme sur toute ligne ferroviaire à voie normale, on trouve deux rails métalliques à écartement de 1 435 mm, qui servent ici pour guider les rames aux aiguillages ou pallier les crevaisons. Ces rails sont bordés extérieurement par deux pistes métalliques sur lesquelles roulent les pneus des rames en temps normal. De chaque côté de la voie, deux barres métalliques surélevées assurent à la fois le guidage via des roues horizontales et l'alimentation électrique.
Les voies reposent sur des traverses bi-blocs, sauf entre Part-Dieu et Jean Macé où fut testé un autre type de pose avec traverses métalliques calées dans le radier. Ce type de pose permit des économies de 12 % mais fut abandonné par la suite.

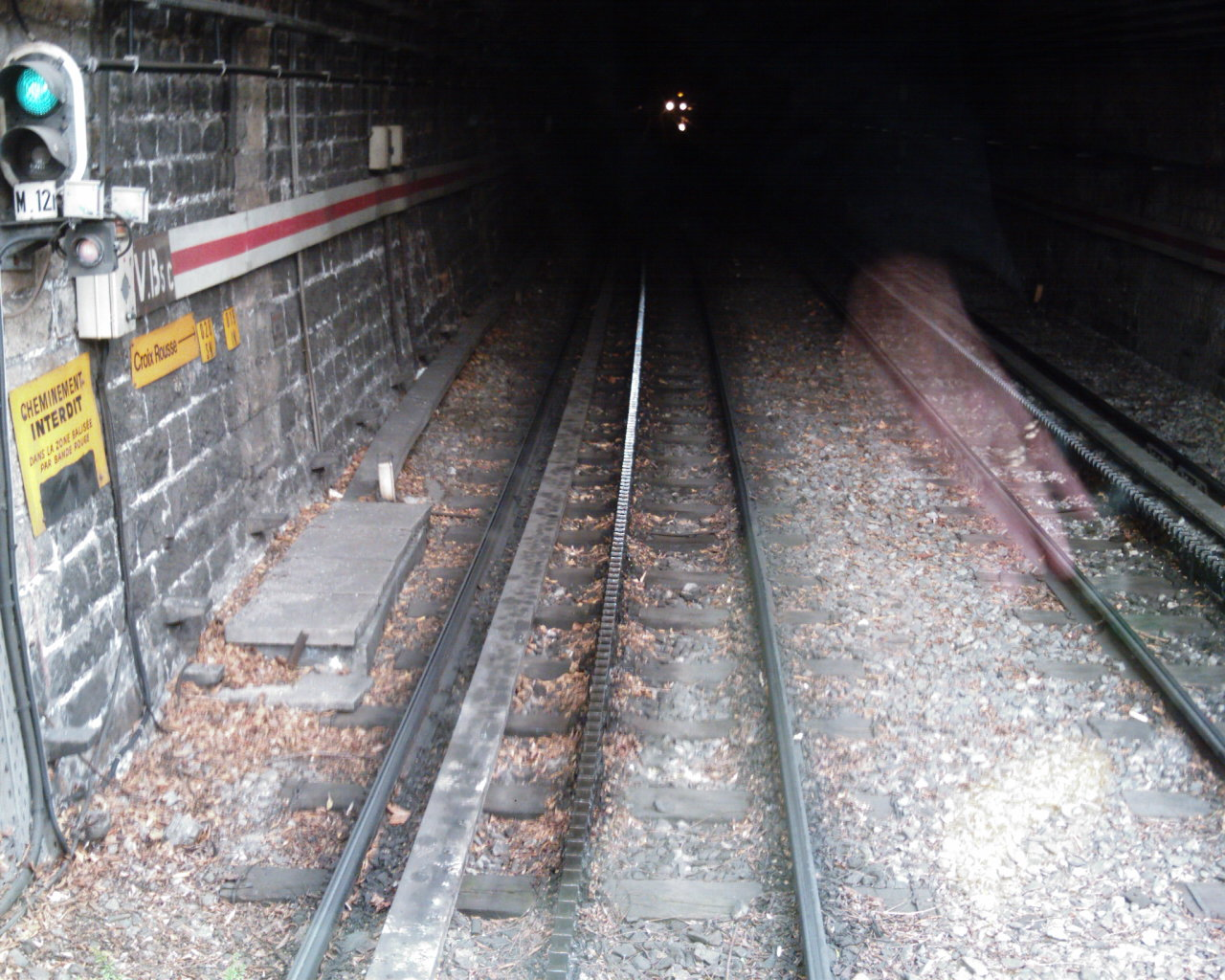
Crémaillère sur la ligne C.

Les installations de la ligne C sont différentes. Pas de roulement pneumatique : Entre Hôtel de Ville et l'entrée de la station Croix-Rousse, et sur la section en surface entre Hénon et Cuire, la voie est fixée sur des traverses en bois posées sur du ballast. Entre Croix-Rousse et Hénon, la voie est fixée sur des traverses en béton posées sur un radier du même matériau. Une crémaillère de type Von Roll équipe la ligne entre Hôtel de Ville et Croix-Rousse, et l'alimentation en électricité est faite par une ligne aérienne de contact.

### Installations électriques
L'infrastructure et le matériel roulant ont été conçus pour limiter au maximum la consommation électrique en utilisant un système de frein électrique à récupération d'énergie. Originellement, la récupération s'effectuait seulement lorsqu'il y avait suffisamment de rames en train d'accélérer sur la même ligne pour récupérer l'énergie des rames qui ralentissaient au même moment. Dans le cas contraire, le frein mécanique assurait le freinage; cette disposition permettait de récupérer 17 % de l'énergie. Cela fut jugé insuffisant et des onduleurs furent installés à plusieurs stations comme à Hôtel de Ville - Louis Pradel, où la sous-station alimente non seulement la ligne A, mais aussi la section la plus pentue de la ligne C, ce qui permet de réinjecter le courant excédentaire dans le réseau électrique et de récupérer ainsi jusqu'à 25 % de l'énergie.

### Signalisation

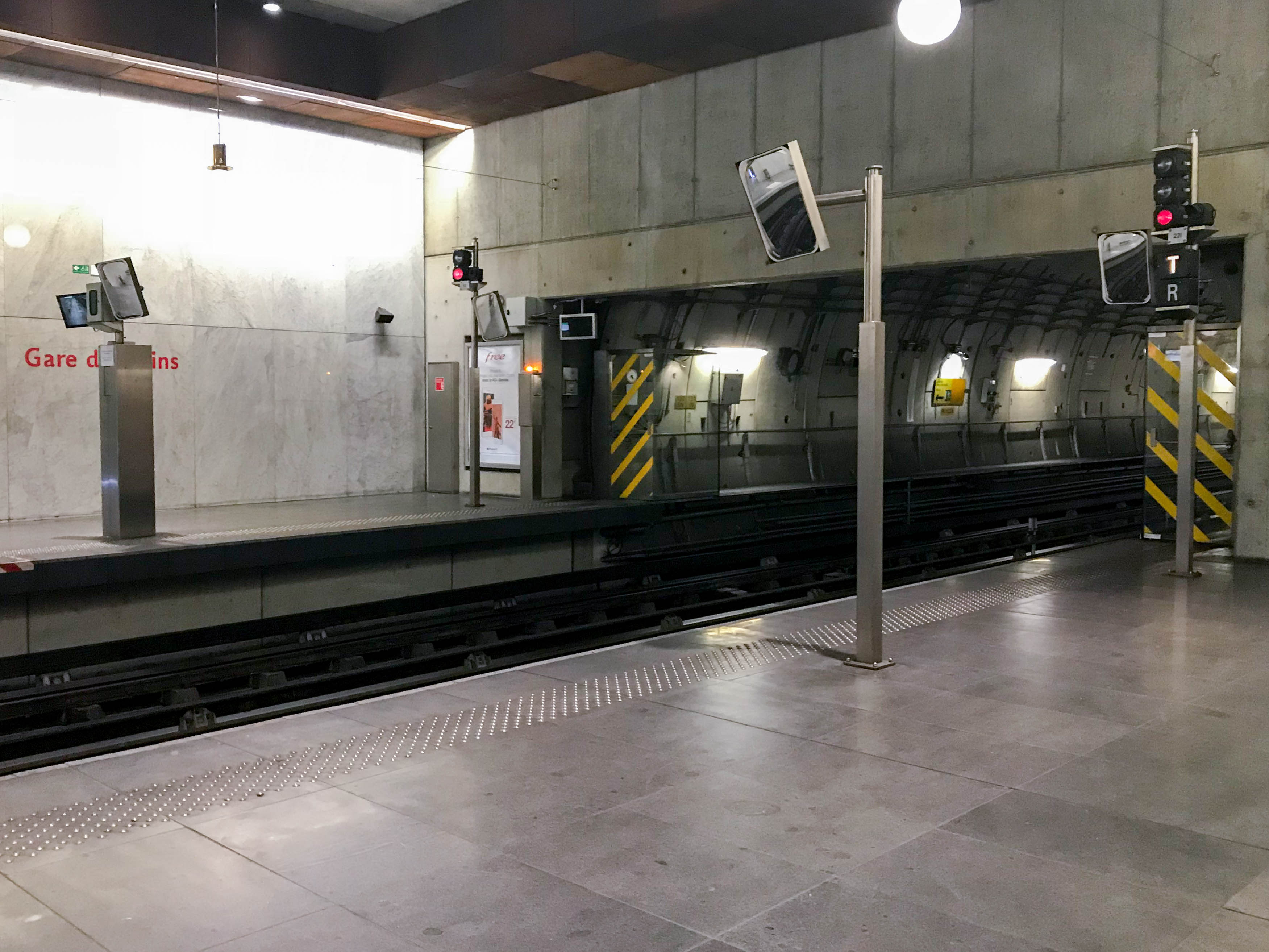
La signalisation du terminus Gare d'Oullins sur la ligne B, côté arrière-gare : on voit les deux signaux de manœuvre au rouge, œilleton éteint, un coffret commun (à gauche) et les tableaux lumineux "T" (Tiroir) et "R" (Rebroussement).

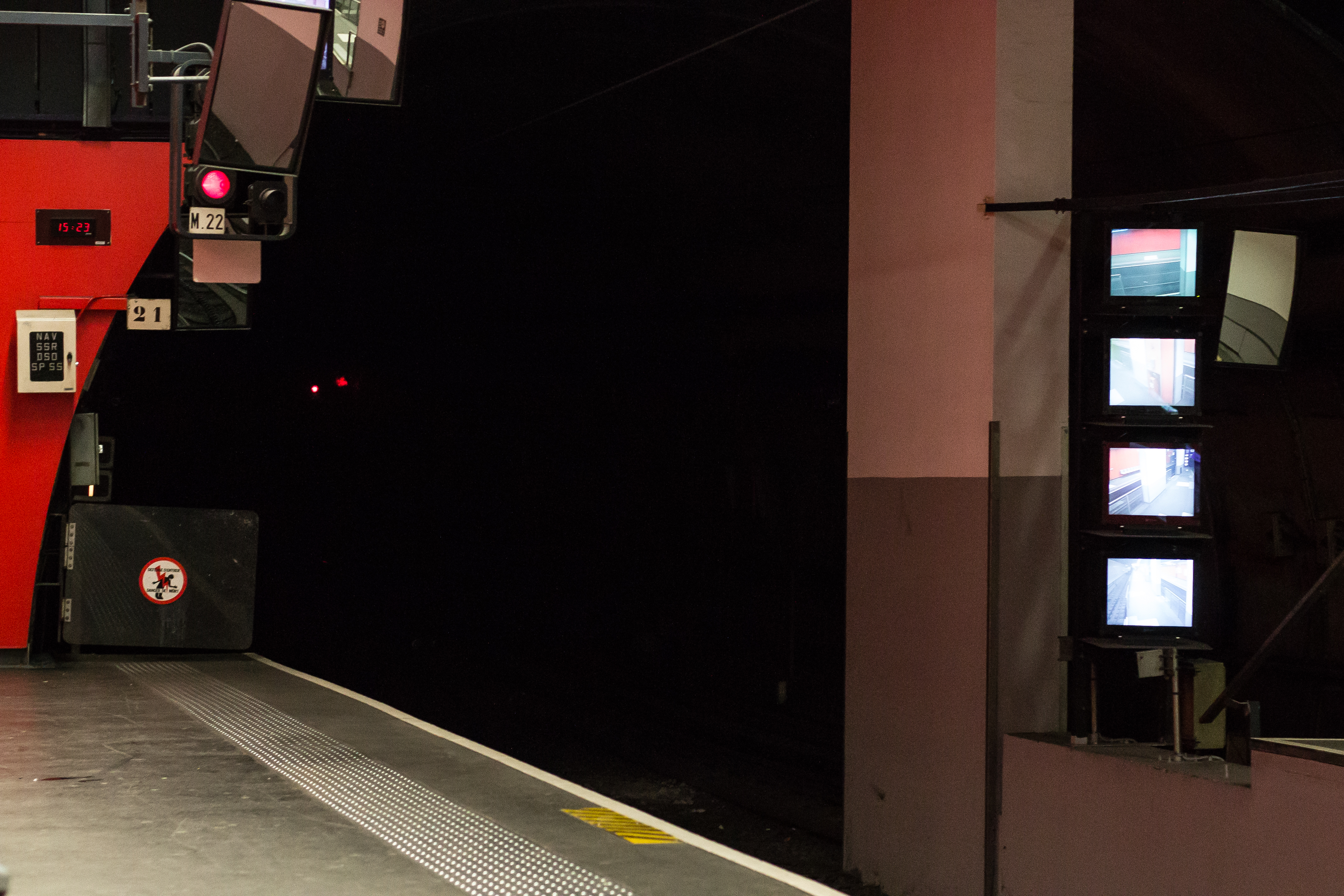
Signaux en sortie de la station Hôtel de Ville - Louis Pradel sur la ligne C : signaux au rouge, coffret commun et horloge (à gauche), tableaux indicateurs "1" (Voie 1) et "2" (Voie 2) à gauche et miroirs et écrans permettant au conducteur de voir ce qui se passe sur les quais.

Sur les lignes A, B et C, on retrouve deux signaux lumineux : le « signal de manœuvre » et le « signal de répétition » chargé de répéter un signal situé en aval dans une zone à visibilité réduite afin d'aider le conducteur à adapter sa vitesse le cas échéant.
La signification des couleurs est la suivante :
- Rouge : arrêt ;
- Vert : voie libre ;
- Jaune : passage à vitesse réduite, vers une aiguille en position déviée le cas échéant ;
- Double feu jaune : le signal répété est au rouge ;
- Blanc clignotant : voie de garage occupée par un train, marche à vue à 15 km/h au maximum.

Les signaux de manœuvre peuvent être à deux ou trois feux (de haut en bas), :
- 3 feux : vert, jaune et rouge ;
- 3 feux en amont des zones de manœuvres aux terminus ou des voies de garage : blanc clignotant, jaune et rouge ;
- 2 feux : vert et rouge ;
- 2 feux sur une voie de service : jaune et rouge.

Dans tous les cas, un signal ne peut être franchi que si l'œilleton blanc est allumé, il indique en effet qu'un itinéraire est tracé. Sur la ligne C, le signal « rouge/jaune/blanc clignotant » n'est pas présent et le signal à deux feux « rouge/vert » peut être implanté en sortie de station afin d'assurer le cantonnement.
Il peut être complété généralement par les tableaux lumineux « 1 » et « 2 », « A » et « B » à Charpennes sur la ligne A direction Perrache ou « G » sur la ligne C vers une voie de garage ou l'atelier, indiquant la voie vers laquelle le train sera dirigé.
Le signal de répétition (se présentant de haut en bas : jaune, vert et jaune) affiche un feu vert si le signal répété est au vert ou un double feu jaune si le signal répété est au rouge. On peut par exemple voir ce signal à la sortie de la station Hénon en direction de Cuire sur la ligne C, le signal protégeant l'aiguille vers le dépôt qui est prise en talon dans ce sens est placé à la sortie de la courbe. Le double feu jaune ne doit pas être confondu avec l'indicateur de présence de courant qui affiche deux feux jaunes si le courant est présent et est éteint le cas contraire.
Sur les lignes A et B, le « signal automatique d'espacement » (SAE) est présent en sortie de station, en complément du signal de manœuvre le cas échéant, et protège le tunnel si une rame est présente à la station suivante, ou dans certains cas jusqu'au signal de manœuvre suivant : un feu violet marque l'arrêt, un feu vert la voie libre. Ces signaux sont complètement automatisés, le PCC n'a pas la main dessus, contrairement aux autres signaux.
Si un signal de manœuvre et un SAE affichent deux aspects contradictoires, l'un au vert et l'autre au rouge par exemple, alors le conducteur doit tenir compte du plus restrictif, autrement dit, celui au rouge.
Sur les lignes A et C, ainsi que la B avant automatisation, un coffret commun est présent en tête de quai et donne des instructions au conducteur, dont les plus courantes sont :
- DSO : Départ sur ordre, le conducteur doit attendre l'extinction de ce message pour partir ;
- SS : Service de sécurité, impose la marche à vue à 25 km/h jusqu'au prochain signal ;
- SSR : Service de sécurité renforcé, les règles du SS s'appliquent de station à station ;
- CUHS : Coupure d'urgence Hors Service, défaillance très rare ;
- SP : Service partiel, la station où cette indication apparaît est le terminus partiel.

Ainsi que des messages plus spécifiques :
- DEP : Départ, présent aux terminus sauf à Charpennes à voie unique, indique au conducteur qu'il va faire sa manœuvre de rebroussement pour se placer au quai de départ ;
- ATE : Atelier, présent à Vaux-en-Velin - La Soie, indique au conducteur que l'itinéraire est tracé vers les ateliers ;
- G-V1 et G-V2 : Garage voie 1 ou voie 2, présent sur le quai d'arrivée aux terminus, indique au conducteur que la rame sera garée en voie 1 ou 2 ;
- NAV : Navette, signal spécifique à la ligne C, il indique une exploitation sur la voie 2 entre Hôtel de Ville et Croix-Rousse[34].

Une horloge est aussi présente. Outre l'heure, elle reprend le code mission et les minutes et secondes de l'heure de départ, ainsi que l'indication (sauf sur la C) de si la rame doit être conduite en mode semi-automatique ou manuel.
Sur la ligne D en revanche et contrairement par exemple à la ligne 14 du métro de Paris, seul un feu blanc est placé en amont des appareils de voie pour aider à la conduite manuelle, car elle n'est utilisable qu'en cas de dépannage : un feu allumé indique un itinéraire tracé et parcourable, un feu éteint impose l'arrêt.

### Stations et leurs aménagements
La majorité des stations du métro lyonnais ont deux quais latéraux encadrant deux voies séparées par des piédroits centraux ajourés. Ces quais de 70 mètres de long (à l'exception de la ligne C où leur longueur est plus réduite) sont conçus pour accueillir des rames de quatre voitures. Les stations sont espacées en moyenne de 600 à 750 mètres et sont presque toutes structurellement préparées pour pouvoir être étendues à des rames de six voitures atteignant une longueur de 110 mètres.
Les stations ont toutes (sauf Vieux Lyon - Cathédrale Saint Jean) été construites à ciel ouvert, généralement sous la voirie. Elles sont assez proches de la surface.

#### Conception architecturale
L'architecture des stations a évolué au fil des prolongements du réseau. Deux époques sont identifiables dans la conception architecturale des stations.
La première époque concerne les stations, à l'aménagement identique, ouvertes entre l'inauguration du réseau en 1978 et la réalisation des extensions de la ligne B en 1981, puis de la ligne C en 1985. La seconde époque concerne les stations construites plus tard, principalement sur la ligne D à partir de 1991, puis sur les extensions des lignes A et B depuis les années 2000.

##### De 1974 à 1985

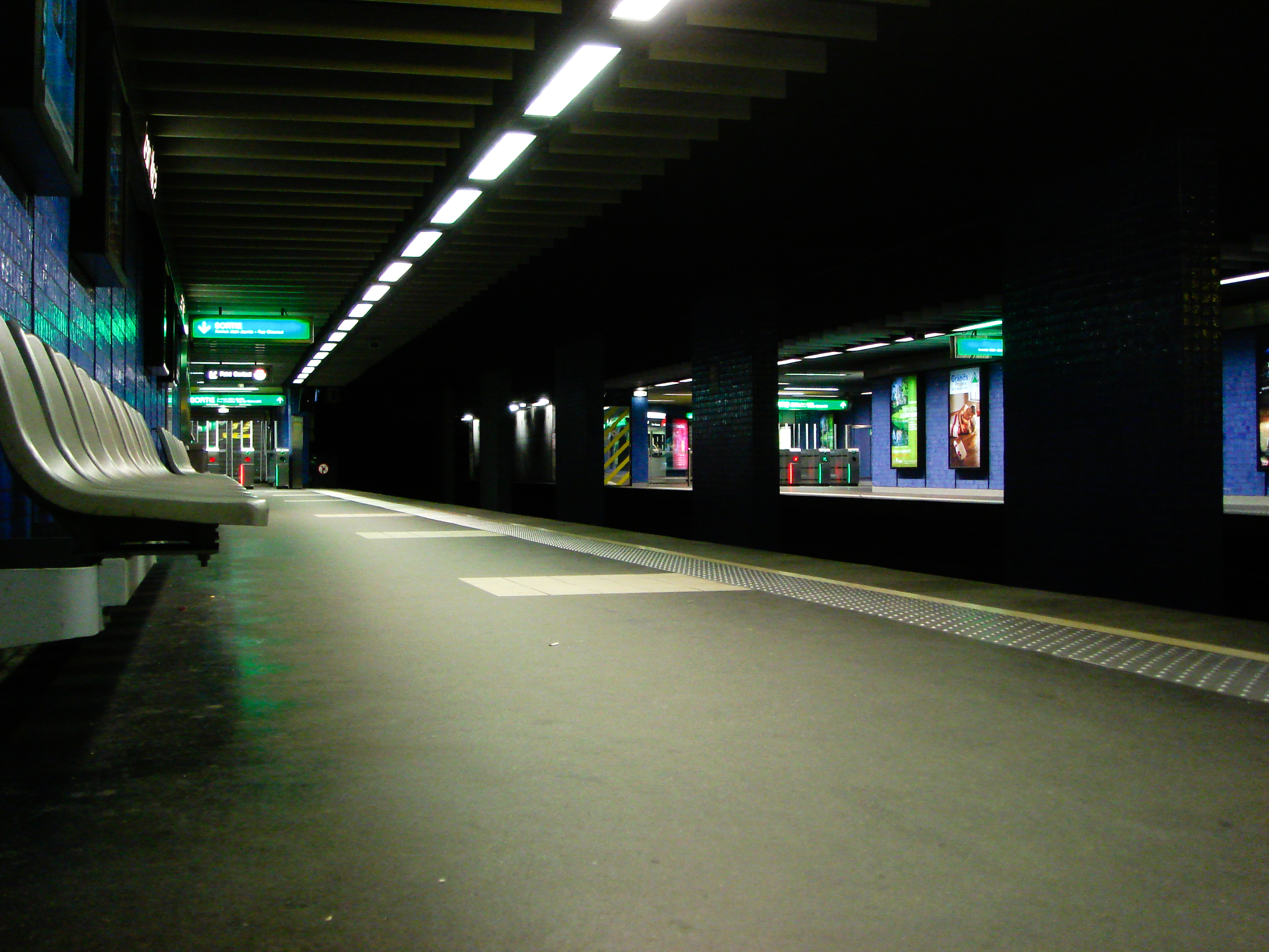
Aménagement de la station Jean Macé, inaugurée en 1981

Les stations historiques ont été conçues par René Gimbert et Jacques Vergely alors architectes-urbanistes à la SEMALY. Elles ont, essentiellement en raison de restriction budgétaire, un aménagement assez compact, simple, fonctionnel et relativement sombre. Ces stations sont conçues, à quelques exceptions près, sur un niveau unique. La hauteur sous plafond est assez faible. Le plafond est peint en noir et des lamelles blanches répétées sont suspendues de manière transversale au-dessus des quais en guise de faux plafond. Les murs sont revêtus de carreaux ou de panneaux stratifiés dans des tons contemporains et discrets. Des sièges individuels sont accrochés aux panneaux. Le quai est recouvert d'asphalte. Une rangée d'éclairage est présente au plafond le long de la bordure des quais. Les parements des bouches de métro sont en pierre de Kota.

##### De 1991 à aujourd'hui

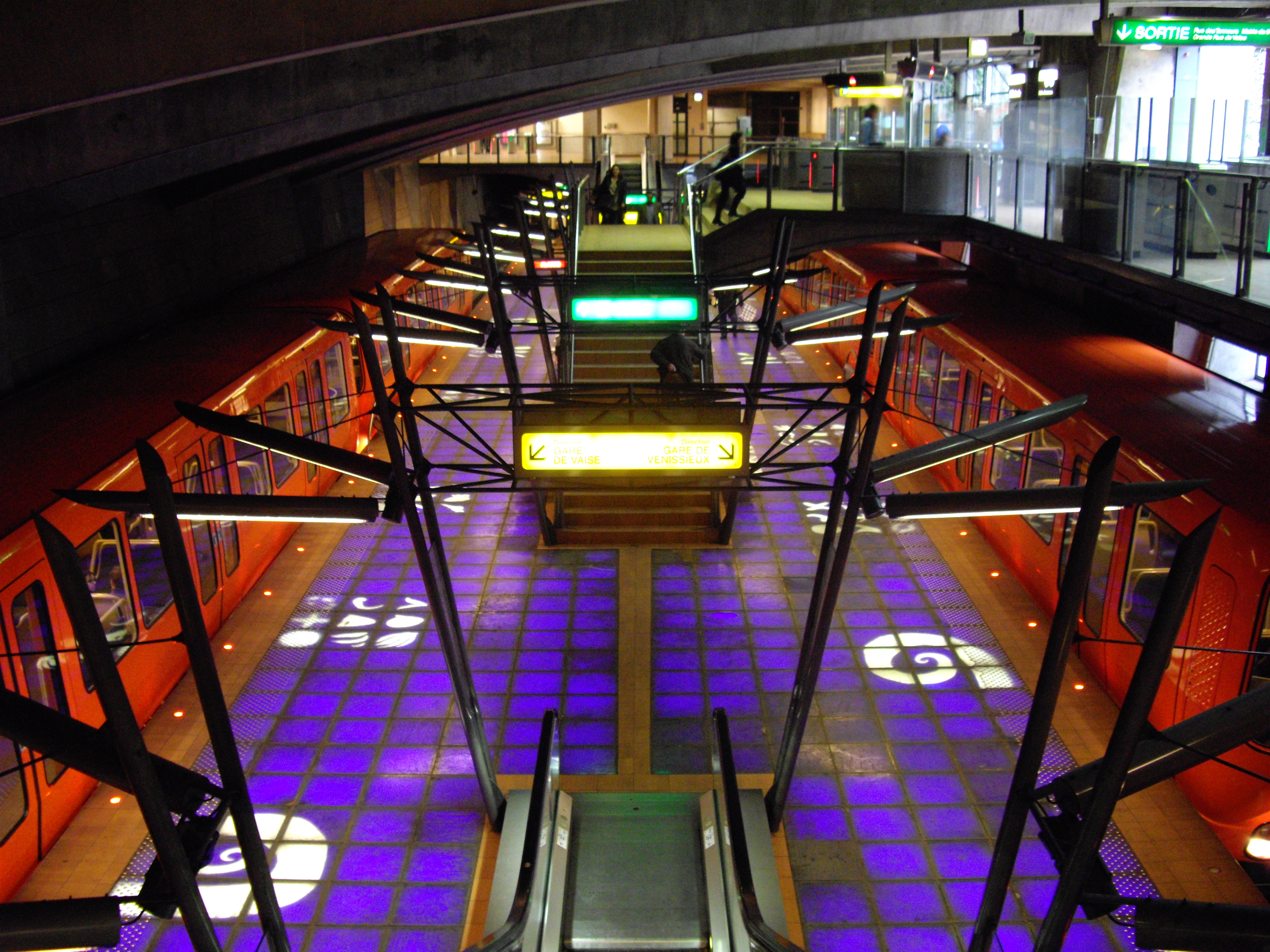
La station Valmy, inaugurée en 1997

Les stations construites à partir de 1991 ont une conception fonctionnelle identique, mais leurs aménagements donnent une plus grande importance aux aspects esthétiques. Cette évolution est liée à une volonté de Henry Chabert, responsable de l'urbanisme à la Communauté urbaine de Lyon, de faire intervenir des architectes différents. Les stations sont désormais conçues individuellement et, contrairement aux stations historiques, disposent dans certains cas de thématiques propres. Elles ont souvent une hauteur sous plafond plus grande et des niveaux intermédiaires. Les quais ne sont plus recouverts d'asphalte, mais de carrelage. Certaines stations ont des fenêtres latérales ou des puits laissant entrer la lumière du jour. L'éclairage est également plus travaillé. Les stations sont intégrées dans leur environnement urbain par des édicules ou des entrées ouvertes sur le terrain.

##### Rénovation des stations historiques

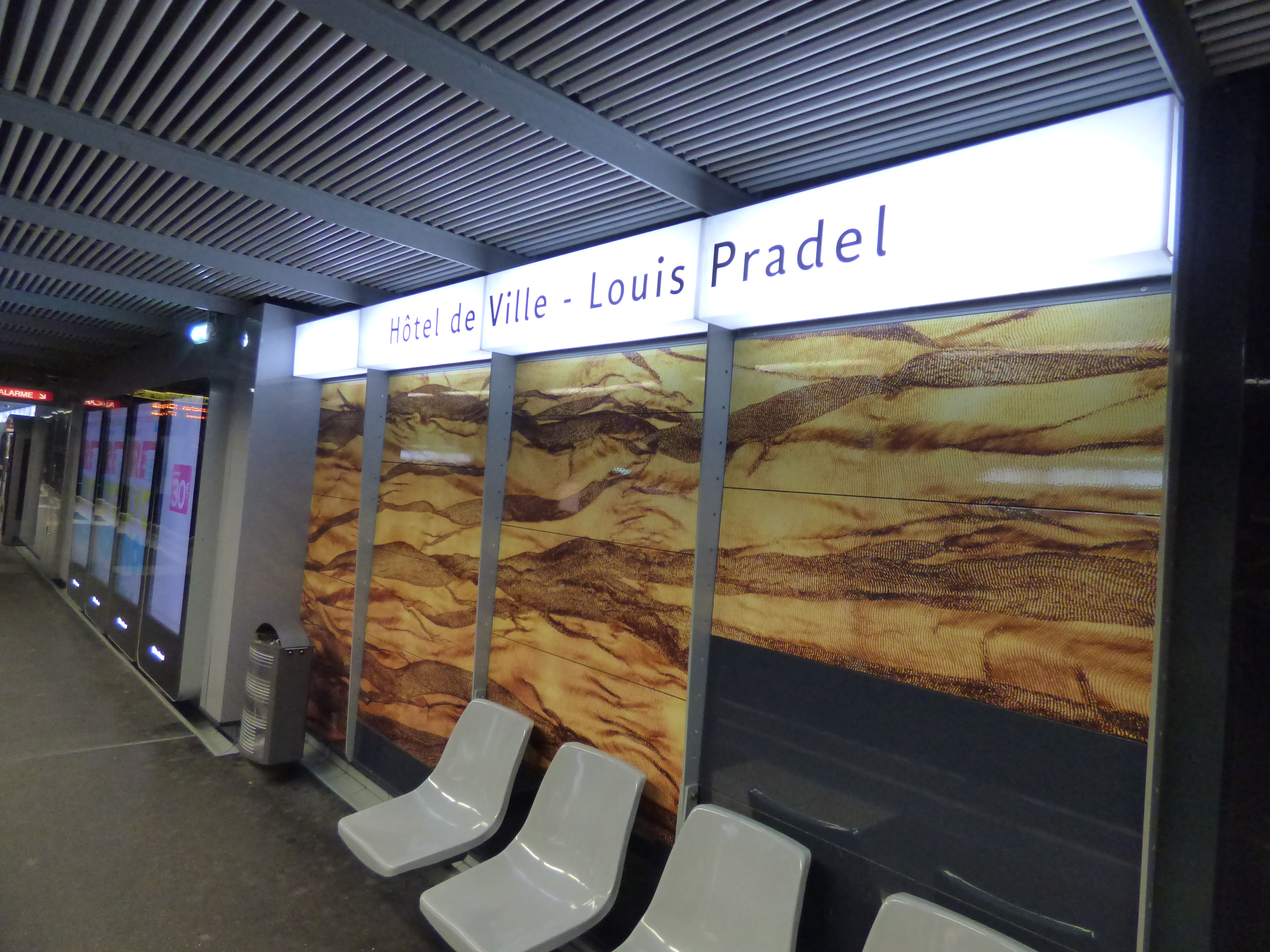
Aménagements de la station Hôtel de Ville - Louis Pradel après sa rénovation

En octobre 2014, le SYTRAL lance une opération de rénovation des stations historiques les plus fréquentées du réseau. Une nouvelle charte architecturale est alors établie par l'architecte Bruno Dumetier qui a déjà travaillé sur l'aménagement des stations du tramway de Lyon. Cette charte impose plusieurs mesures destinées à éclaircir les quais comme la pose d'un faux plafond tubulaire, l'installation de bandeaux lumineux où apparaît le nom de la station à la place de l'ancienne signalétique, et le remplacement des panneaux muraux. La première station rénovée est la station Hôtel de Ville - Louis Pradel, puis les stations Part-Dieu et Charpennes - Charles Hernu en avril 2016. Enfin, la rénovation de la station Bellecour est achevée en juin 2017.

#### Équipements
L'équipement des stations en termes de signalétique et de service aux voyageurs est commun au métro et aux deux lignes des funiculaires F1 et F2.

##### Accès

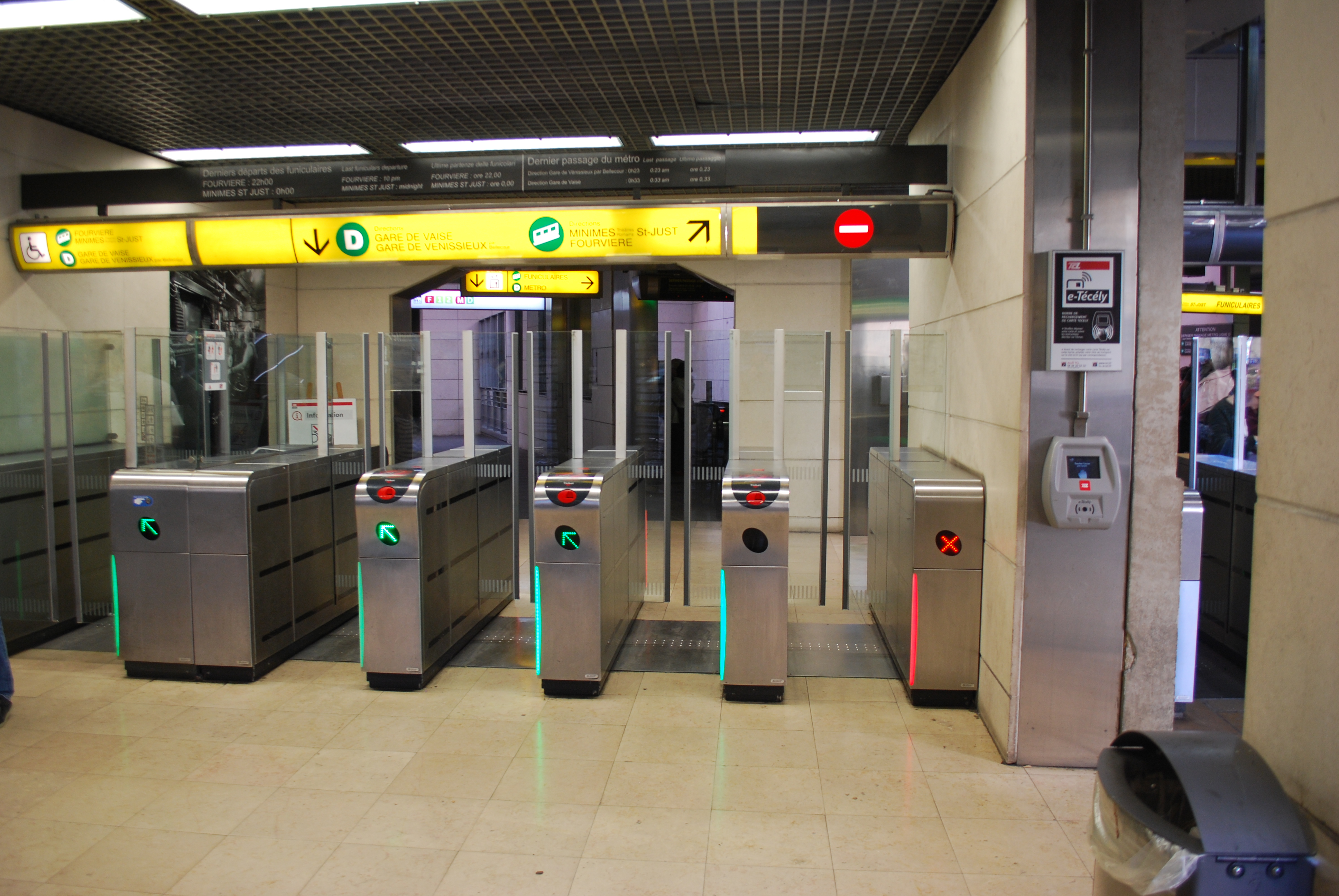
Portillons d'accès à la station Vieux-Lyon - Cathédrale Saint-Jean

Les accès aux quais se font par escaliers fixes et, à quelques exceptions près, par des escaliers mécaniques. Depuis les années 1990, les stations sont toutes (à l'exception de Croix-Paquet en raison de sa topographie) équipées d'ascenseurs afin d'améliorer l'accessibilité des personnes à mobilité réduite.
Les stations à forte affluence sont équipées de couloirs ou d'une mezzanine pour changer de direction sans avoir besoin de sortir du métro. Néanmoins, certaines stations, construites sur un seul niveau, ont des accès distincts pour chaque direction. Il faut donc choisir depuis la rue un accès donnant sur le quai pour la direction souhaitée.
Les accès sont toujours équipés d'un ou plusieurs distributeurs automatiques de titres de transport permettant l'achat de tickets ou le renouvellement d'un abonnement.
Afin de lutter contre la fraude, les accès sont contrôlés depuis 2006 par des portillons d'accès. Auparavant, de simples oblitérateurs comme il en existe dans les bus et tramways étaient utilisés.

##### Quais

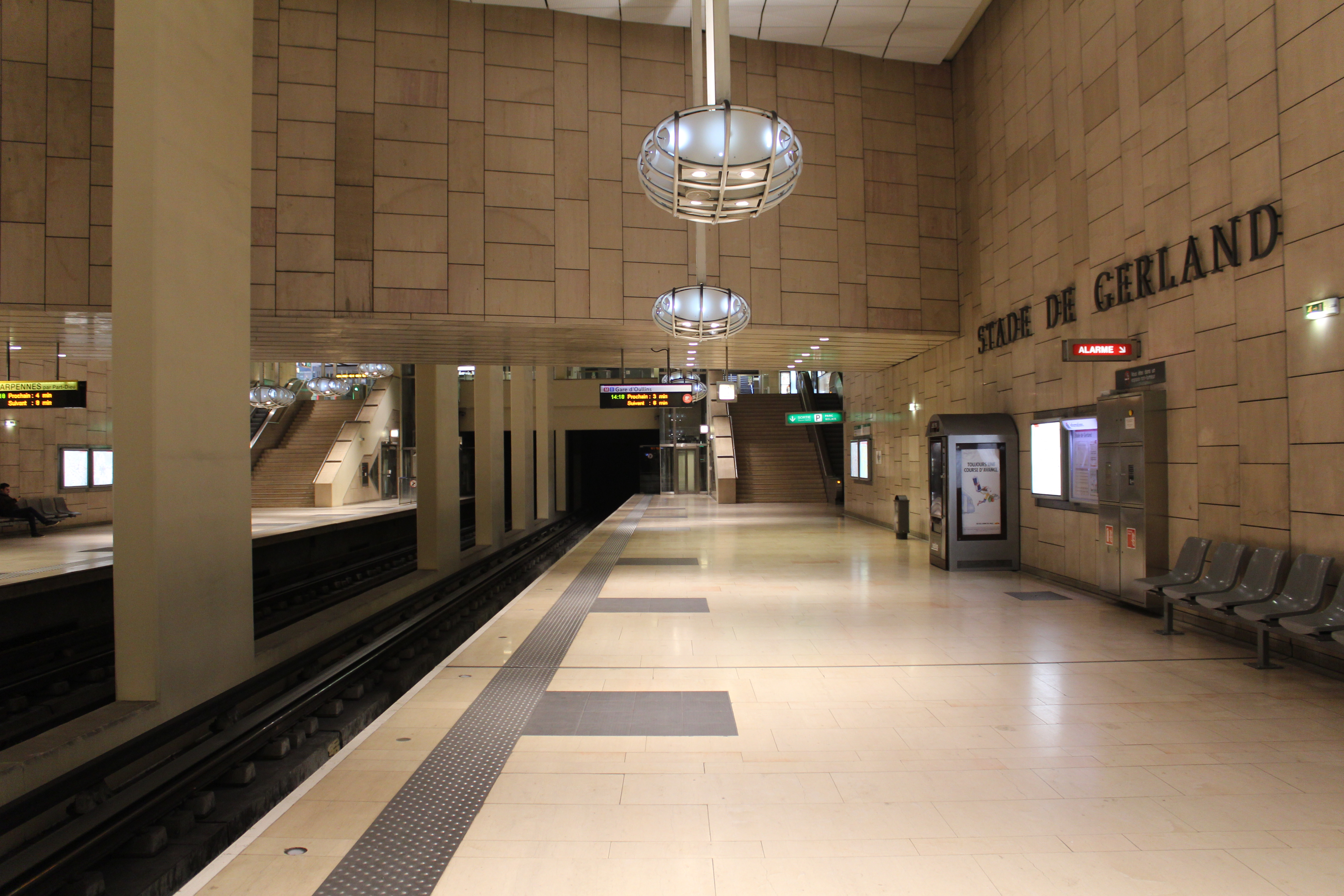
Détails des équipements d'un quai à la station Stade de Gerland

Pour des raisons de sécurité, tous les quais disposent de bandes podotactiles. Un marquage au sol permet d'anticiper la position des portes de la rame avant son arrivée en station. Un système d'alarme est présent au centre des quais en cas de danger. Des interphones permettent de signaler aux agents d'éventuels incidents.
Des panneaux d'information dynamique dénommés PADI sont installés vers le centre des quais depuis 2010. Ils permettent de connaître le temps d'attente avant les deux prochains passages des rames ainsi que des messages d'information en cas d'événements ou de dysfonctionnement sur le réseau. Ces panneaux peuvent être connectés à une application permettant aux non-voyants de pouvoir entendre leur contenu via un smartphone.

##### Signalétique
La signalétique déployée dans les stations a très fortement évolué depuis l'ouverture du métro, influencée par les différentes extensions et refontes du réseau de transport.
Elle est d'abord conçue en rouge pour l'ouverture de la ligne C en 1974, puis intégralement en orange à partir de 1978 lors l'inauguration du réseau. Les lignes ne sont, dans un premier temps, pas associées à des couleurs particulières. Ce concept permettant de faciliter le repérage des usagers dans le métro sera intégré à la signalétique, qui va subir un premier renouvellement, lors de l'ouverture de la ligne D en 1991.

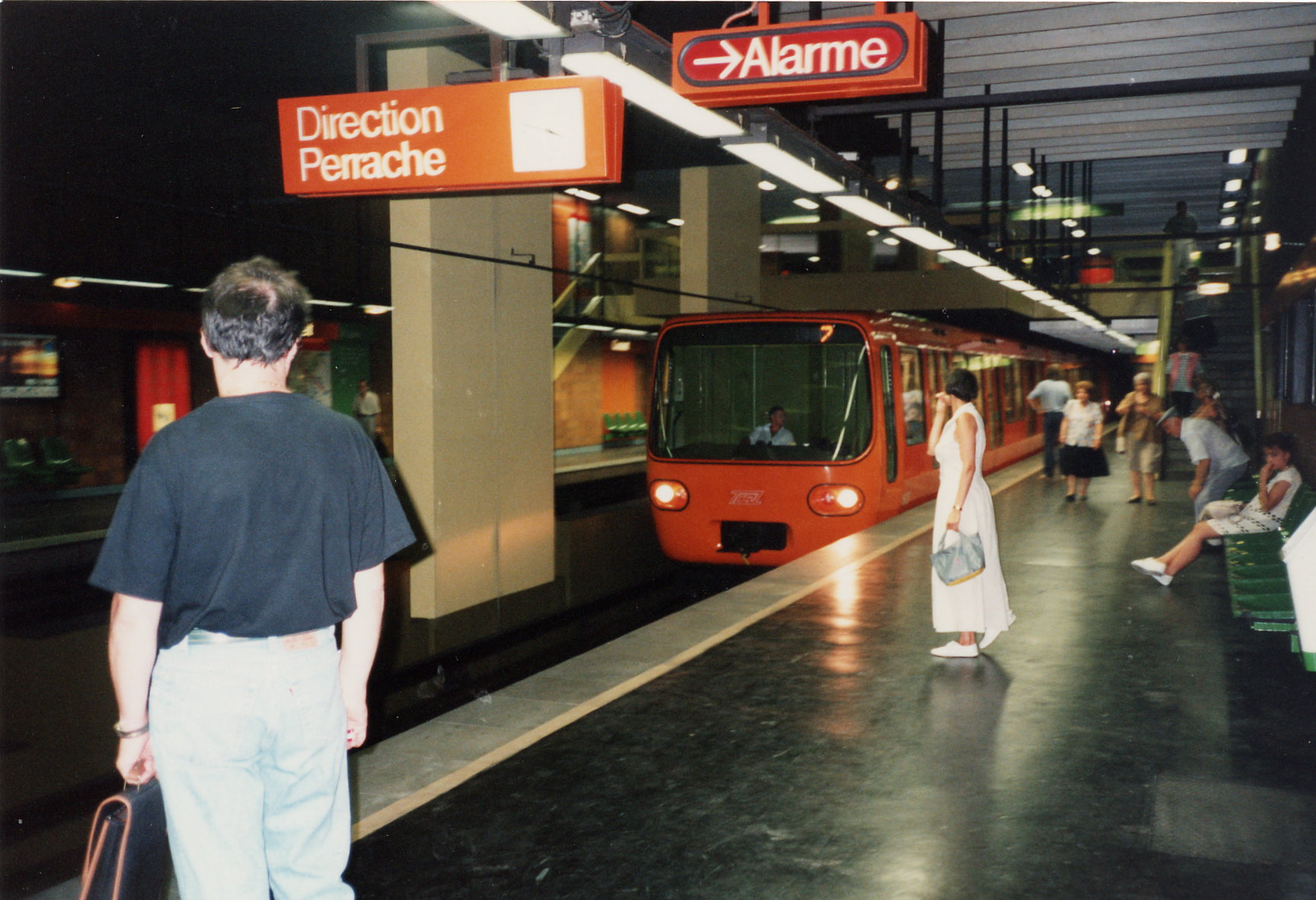
La signalétique orange au début des années 1990 à la station Cusset
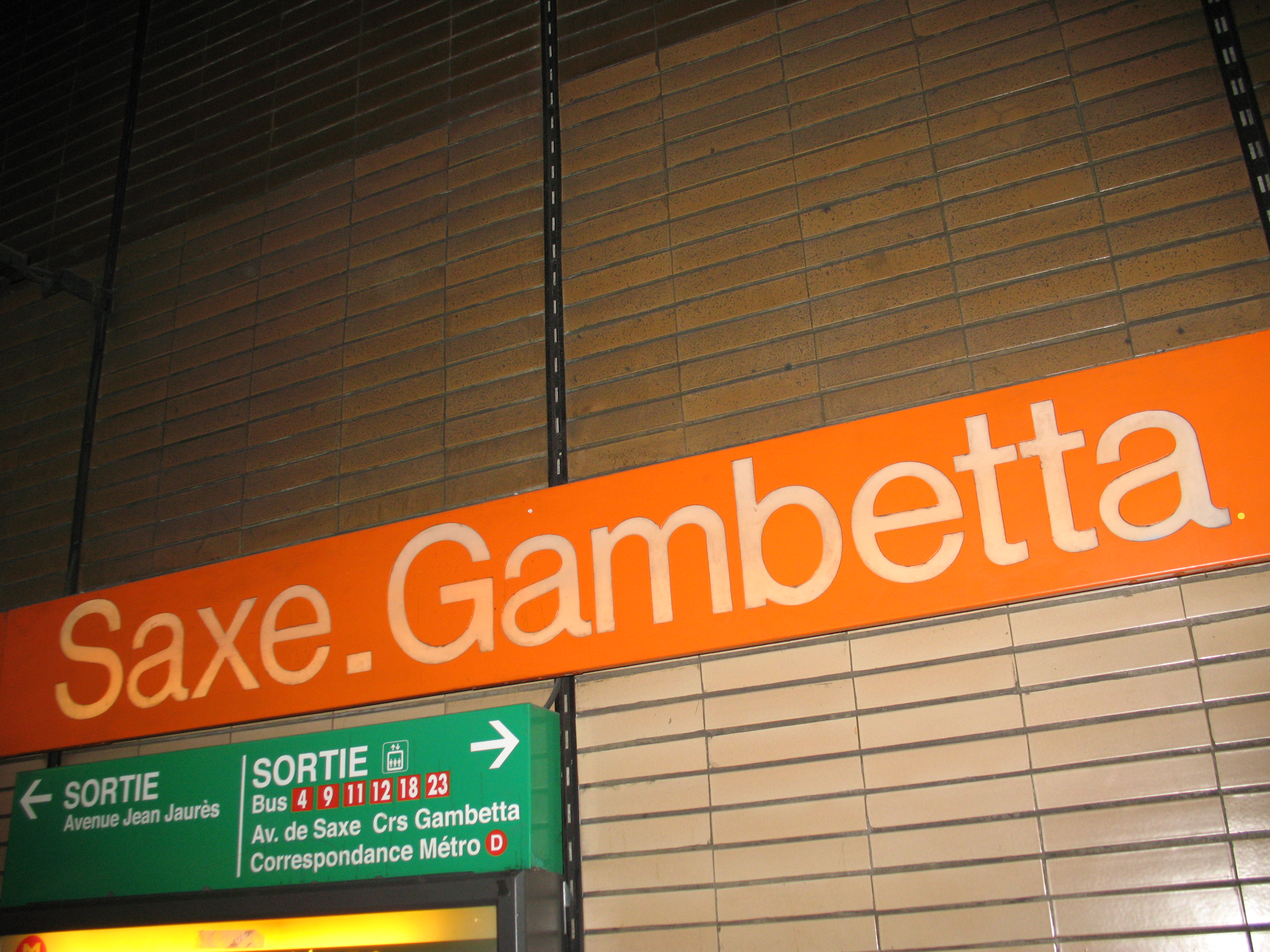
Éléments de la signalétique orange à la station Saxe - Gambetta

À partir des années 2000, une modernisation de la signalétique est décidée, de nouveaux panneaux sont installés, et l'ajout de totems arborant le logo du métro est réalisé aux sorties des stations.
Depuis 2011 et la refonte du réseau de bus, une nouvelle signalétique est adoptée par la marque TCL. Celle-ci comprend une nouvelle typographie conçue pour l'ensemble du réseau de transport lyonnais dénommée Confluence TCL (en remplacement de Helvetica utilisée historiquement sur le réseau). De nouveaux pictogrammes et logos sont également utilisés.

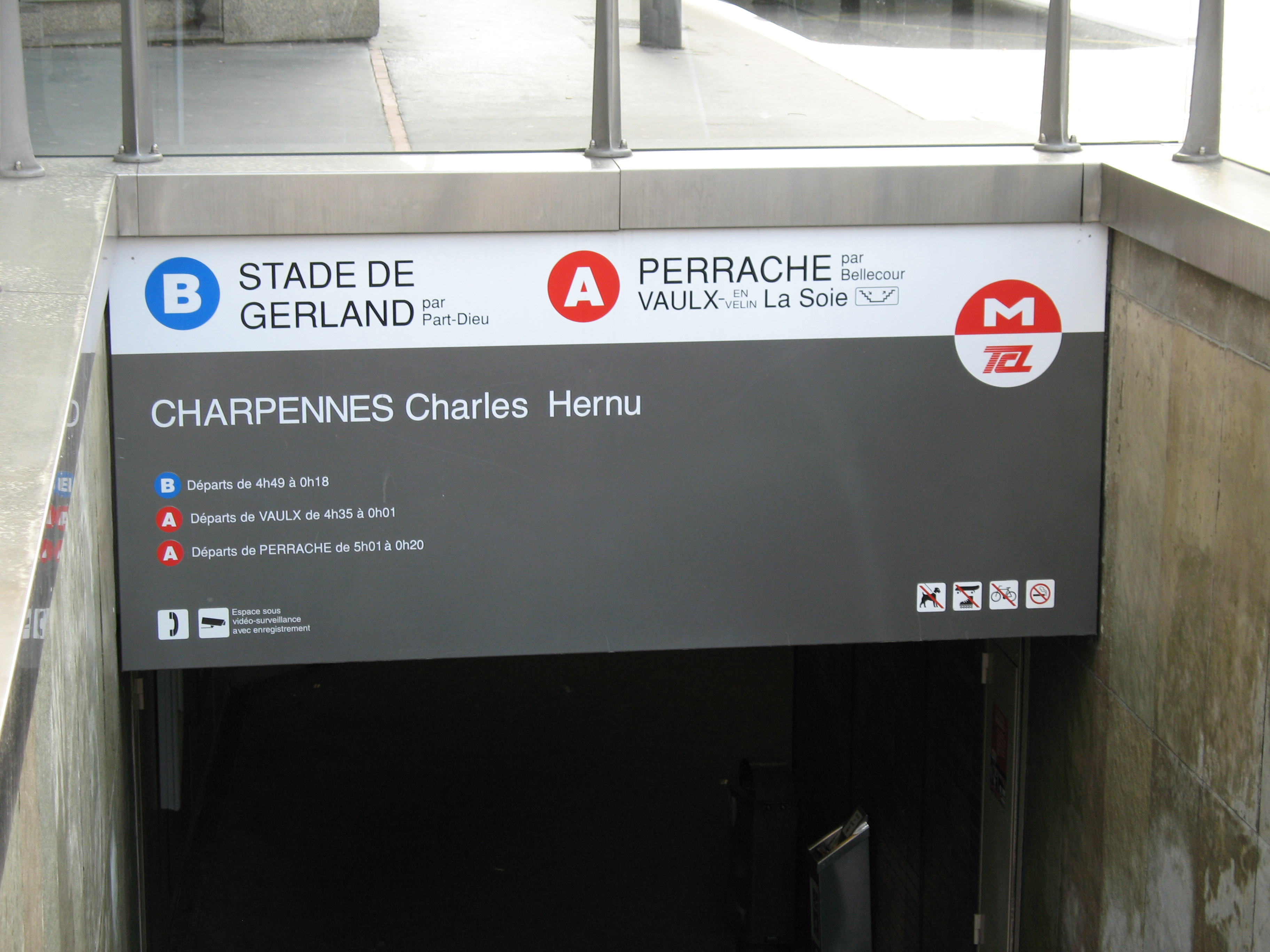
Ancienne signalétique à la station Charpennes - Charles Hernu
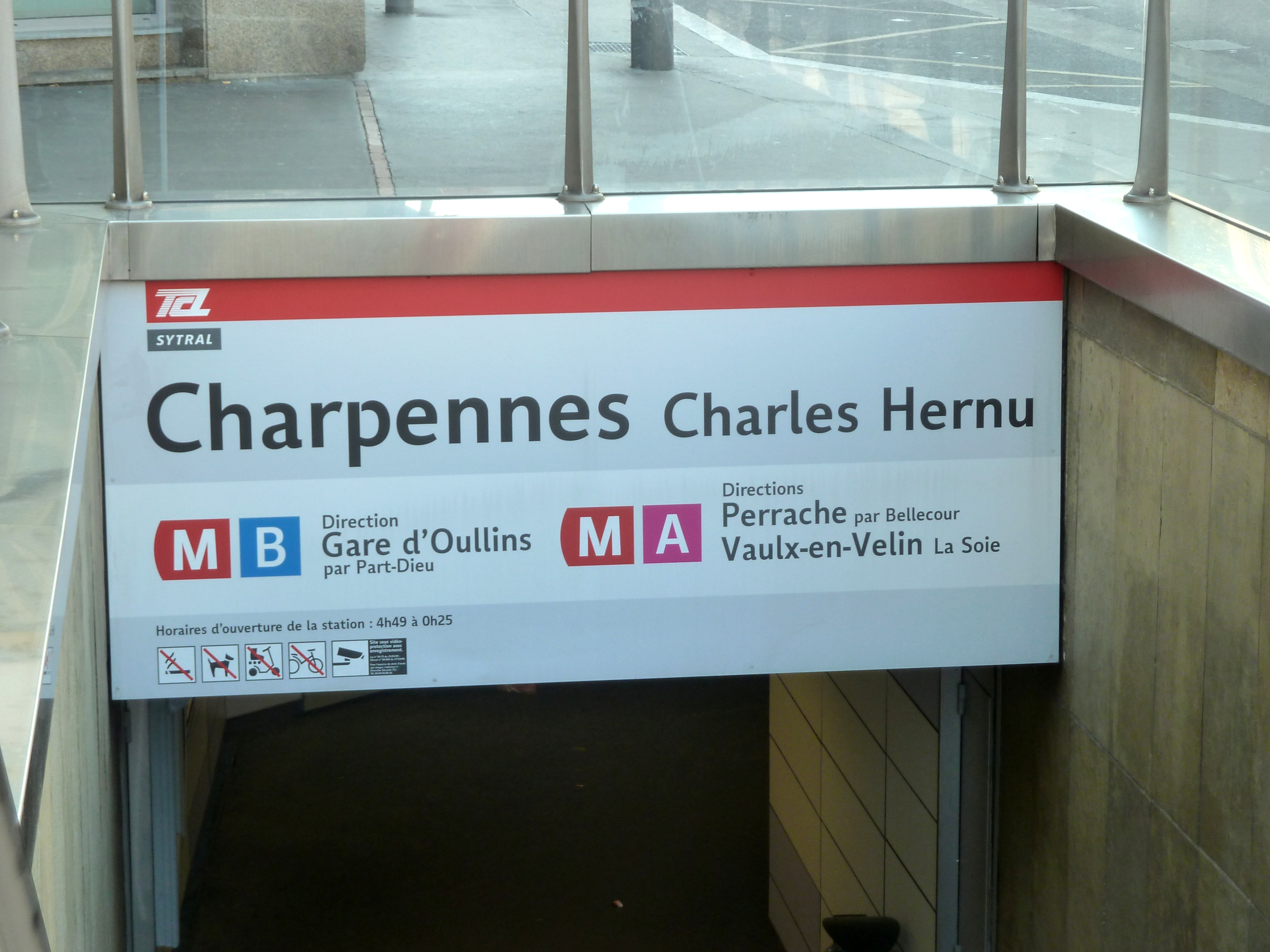
La même signalétique depuis 2011

La signalétique du métro se retrouve parfois peu harmonisée à la suite de l'ensemble de ces modifications successives. Elle est peu à peu mise à jour suivant les rénovations et les nouveaux aménagements réalisés en station.

##### Services

Logo du métro de Lyon des années 90 jusqu'en 2011

Une partie des stations disposent d'espaces dénommés Point Contact permettant de rencontrer des agents du métro pour renseigner les usagers.
Des cellules commerciales sont présentes dans les plus importantes stations du réseau et certaines stations disposent de cabines photographiques. Par ailleurs, des distributeurs de snacks et boissons sont installés dans la majorité des stations, aux abords des quais.
La radio Jazz Radio s'occupe de la programmation musicale des stations depuis 2008.
MET', le mensuel de la métropole de Lyon, est également distribué en station.

##### Panneaux publicitaires
Comme pour le tramway de Lyon, les panneaux publicitaires sont gérés par la société Clear Channel. Le métro est équipé de 536 emplacements répartis dans l'ensemble des stations. Depuis 2017, 98 écrans numériques sont installés dans les stations les plus fréquentées. À la station Bellecour, le volume de la station le permettant, des formats publicitaires sous forme de bâche sont régulièrement disposés sur les murs des couloirs de correspondance et un écran géant double face est également suspendu au plafond du quai de la ligne D.
Depuis le 1er avril 2024, tous les écrans publicitaires ont été définitivement éteints et vont être démontés petit à petit.

##### Œuvres d'art

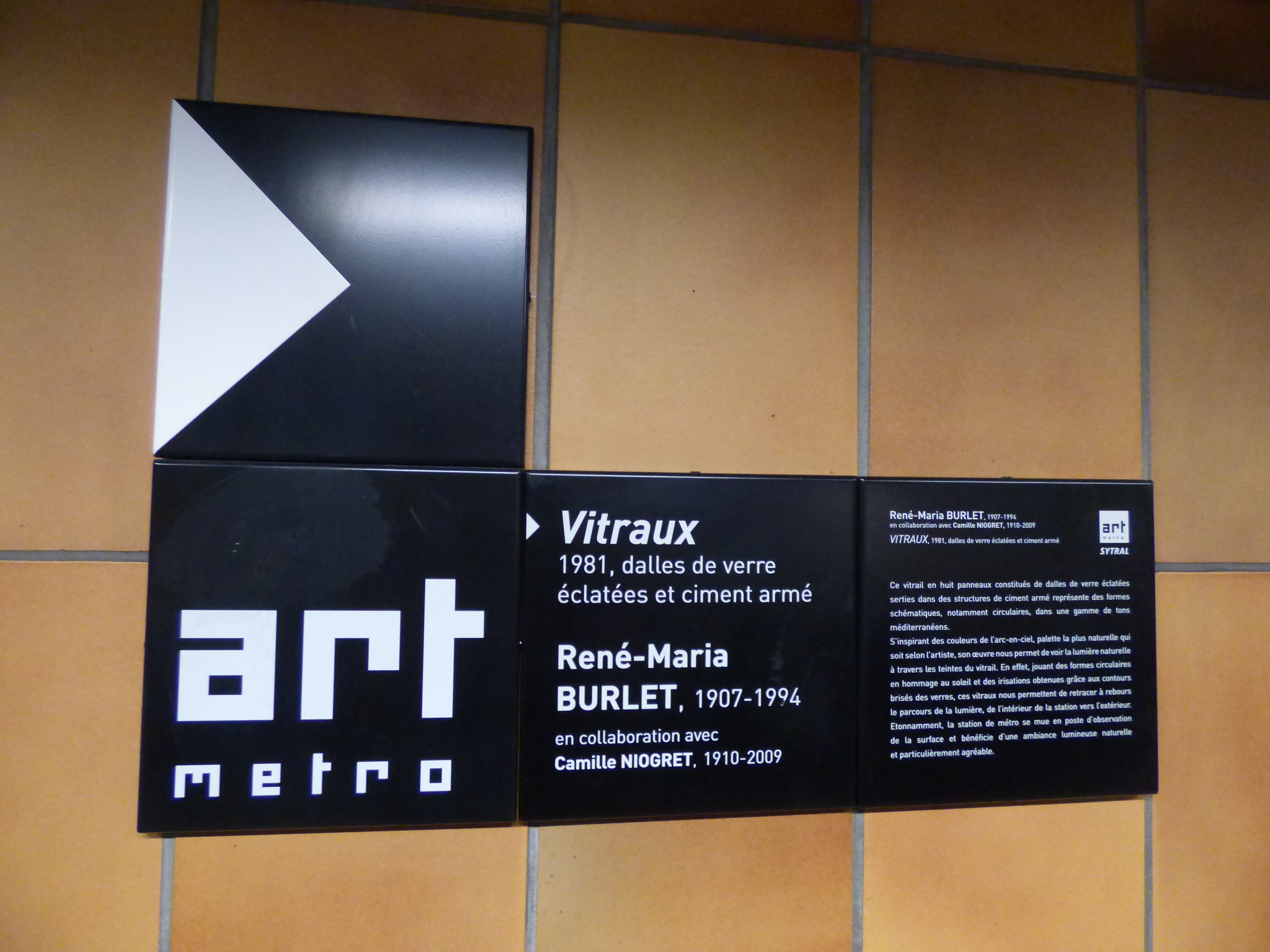
Signalétique Art Métro à la station Place Guichard - Bourse du Travail.

Lors de la construction du métro, il a été proposé à des artistes d'installer des œuvres pérennes dans l'espace public des stations. Il s'agit de sculptures, photographies, fresques, moulages, dessins, vitraux ou mosaïques :
- Bellecour : Le Soleil, Ivan Avoscan ;
- Hôtel de Ville - Louis Pradel : La Danse, Josef Ciesla ; Les Robots, Alain Dettinger ;
- Charpennes - Charles Hernu : Le Signal, Alain Lovato ;
- Gratte-ciel : Les Binettes, Armand Avril ;
- Part-Dieu : Mosaïque, Jean Piton ;
- Place Guichard : Vitraux, René-Maria Burlet ;
- Saxe - Gambetta : Sculpture en acier, Jacques Bouget ;
- Place Jean Jaurès : Rive de la planète, Rive de l'écrit, Patrick Raynaud ;
- Debourg : La forêt souterraine, Bruno Yvonnet ;
- Stade de Gerland : Le Roc-aux-Sorciers, Jean-Luc Moulène ;
- Hénon : Panneaux de mosaïque et fragments de fresques gallo-romaines, Claude Cognet ;
- Gare de Vaise - Gérard Collomb : Complément d'image, Victor Bosch ;
- Valmy : Installation, Jean-Philippe Aubanel ;
- Vieux Lyon - Cathédrale Saint-Jean : In Aeternum Renatus, Geormillet ;
- Grange-Blanche : Lyonéon, Nicolas Schöffer ;
- Parilly : Ciel polychrome, Patrice Giorda ;

Cette collection d'œuvres d'art contemporain a été valorisée en 2012 par le SYTRAL via le projet Art Métro, comprenant la création d'un catalogue et la mise en place d'une signalétique spécifique.

### Dépôts et ateliers

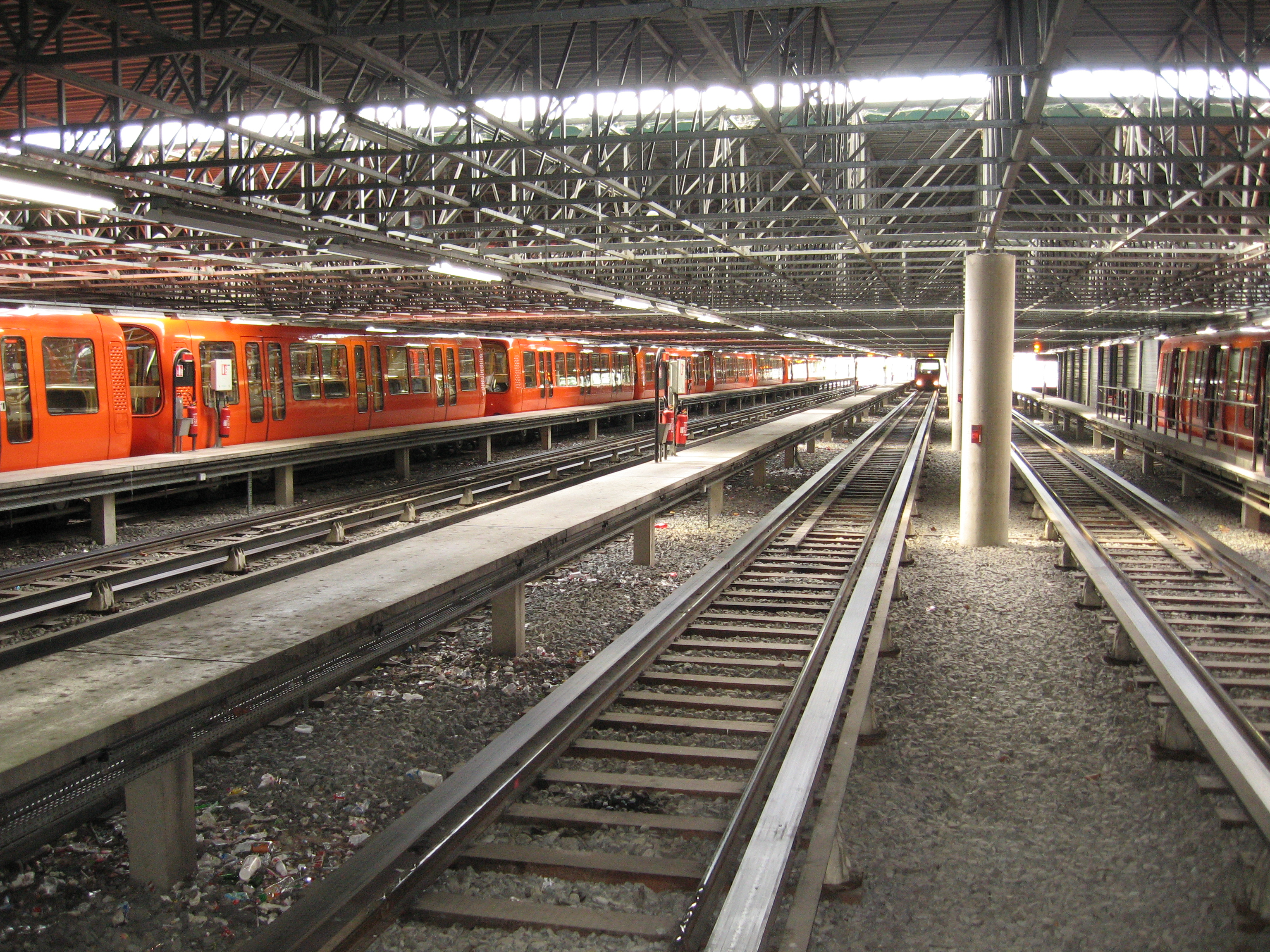
Remisage des rames de la ligne D au dépôt de Thioley.

Le métro lyonnais dispose de trois dépôts-ateliers, ou Unités de transport, qui permettent le stockage et la réparation des rames du métro.
Le plus ancien, appelé Unité de transport Métro, est celui de la Poudrette, sur la commune de Vaulx-en-Velin. Il a ouvert en 1978, en même temps que les lignes A et B, dont il assure le remisage. Pendant longtemps relié au CFEL, voie ferrée par laquelle ont été livrées les MPL 75, aujourd'hui remplacée par le tramway T3, et accessible par l'arrière-gare de la station Laurent Bonnevay - Astroballe, il est depuis 2007 accessible par l'arrière-gare de la station Vaulx-en-Velin - La Soie à la suite du prolongement de la ligne A.
Le deuxième atelier, appelé Unité de transport Métro C, est celui d'Hénon, dans le 4e arrondissement de Lyon. Il a ouvert en 1985, en remplacement de l'ancien garage de Croix-Paquet datant de 1974 et devenu trop petit. Il est le seul à ne pas pouvoir assurer la maintenance lourde de ses rames. Il accueille les rames MCL 80 de la ligne C, et les deux funiculaires y sont rattachés d'un point de vue technique. Il est accessible depuis la station Cuire.
Le plus récent, appelé Unité de transport Métro D, est celui du Thioley, sur la commune de Vénissieux. Il a ouvert en 1991, en même temps que la ligne D, dont il assure le remisage. Il est accessible par un raccordement entre Parilly et Gare de Vénissieux.

### Matériel roulant
Chacune des quatre lignes du métro lyonnais dispose de son propre matériel roulant :

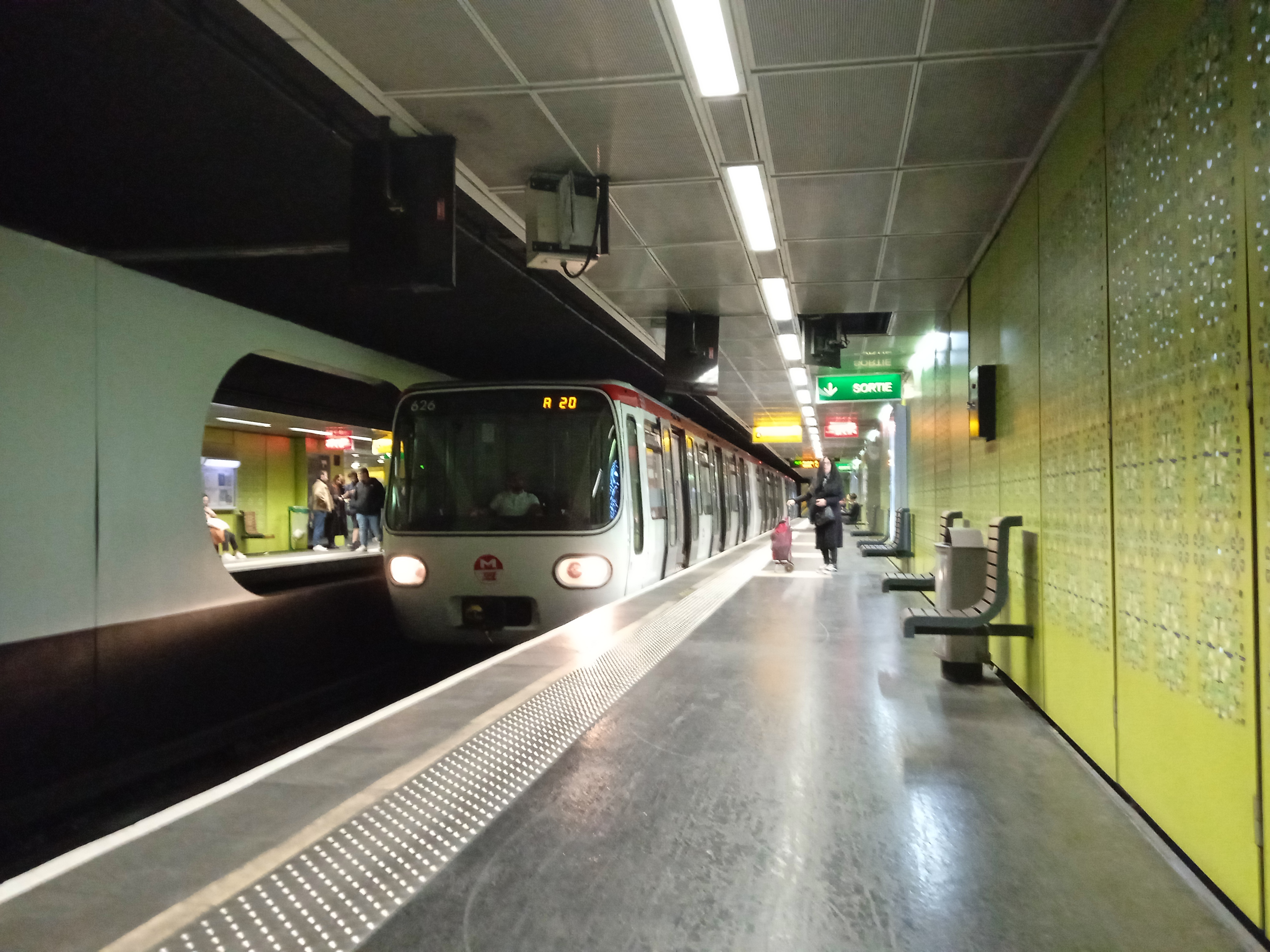
Rame MPL75 no 626 à la station Laurent Bonnevay

| Matériel | Mis en service | Constructeur  | Nombre de rames produites | Nombre de voiture par rame | Conduite    | Roulement         | Ligne désservie |
| -------- | -------------- | ------------- | ------------------------- | -------------------------- | ----------- | ----------------- | --------------- |
| MPL 75   | 1978 - 1981    | Alstom        | 32                        | 3                          | Conducteur  | Pneu              |                 |
| MCL 80   | 1984           | Alstom, SLM   | 5                         | 2                          | Conducteur  | Fer & Crémaillère |                 |
| MPL 85   | 1991           | Alstom, Matra | 36                        | 2                          | Automatique | Pneu              |                 |
| MPL 16   | 2022 - 2025    | Alstom        | 36                        | 2                          | Automatique | Pneu              |                 |

#### MPL 75
Le Métro Pneus Lyon 1975 est une catégorie du matériel roulant du métro de Lyon livrée d'origine et rénovée. Ce métro sur pneumatiques circule sur la ligne A du métro TCL depuis sa mise en service. Il circulait également sur la ligne B jusqu'à son automatisation en 2022. Il est entretenu dans l'atelier de la Poudrette à Vaulx-en-Velin. Le nom du matériel vient du sigle accolé à la date de commande du matériel. Métro Pneus Lyon 1975. Les rames sont dessinées par Philippe Neerman, qui a également travaillé sur les métros de Bruxelles et Marseille, ; la décoration de l'intérieur des rames s'inspire, d'après Neerman, des quais de Saône et de la couleur des toitures du vieux Lyon.

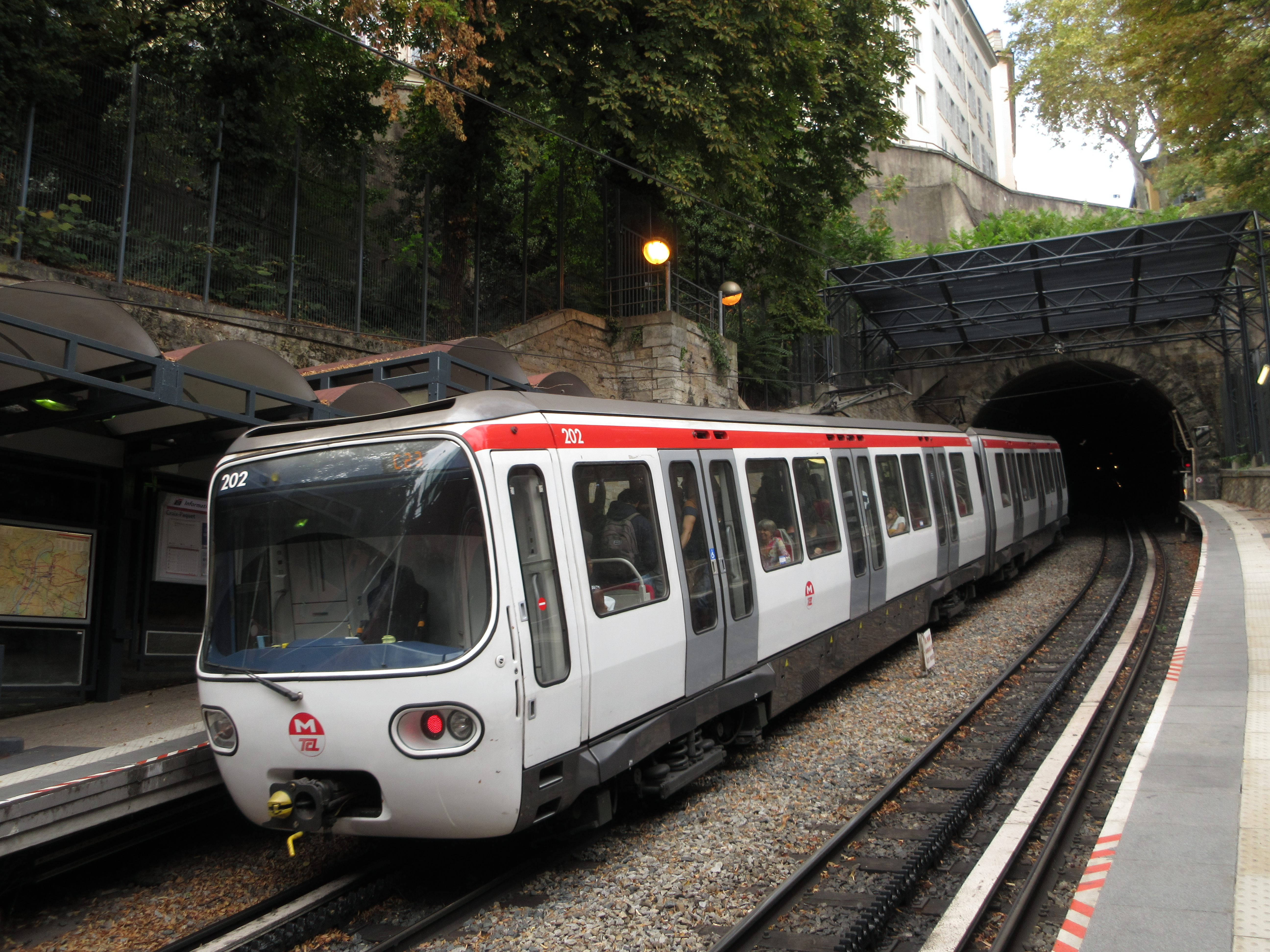
Rame MCL 80 n° 201-202 à la station Croix-Paquet.

#### MCL 80
Le Métro Crémaillère Lyon 1980 est un modèle de métro à crémaillère, construit par Alsthom et la SLM Winterthur. Les MCL 80 sont mis en service en 1984 sur la ligne C du métro de Lyon, ligne issue de l'ancien funiculaire de Croix-Paquet.

#### MPL 85

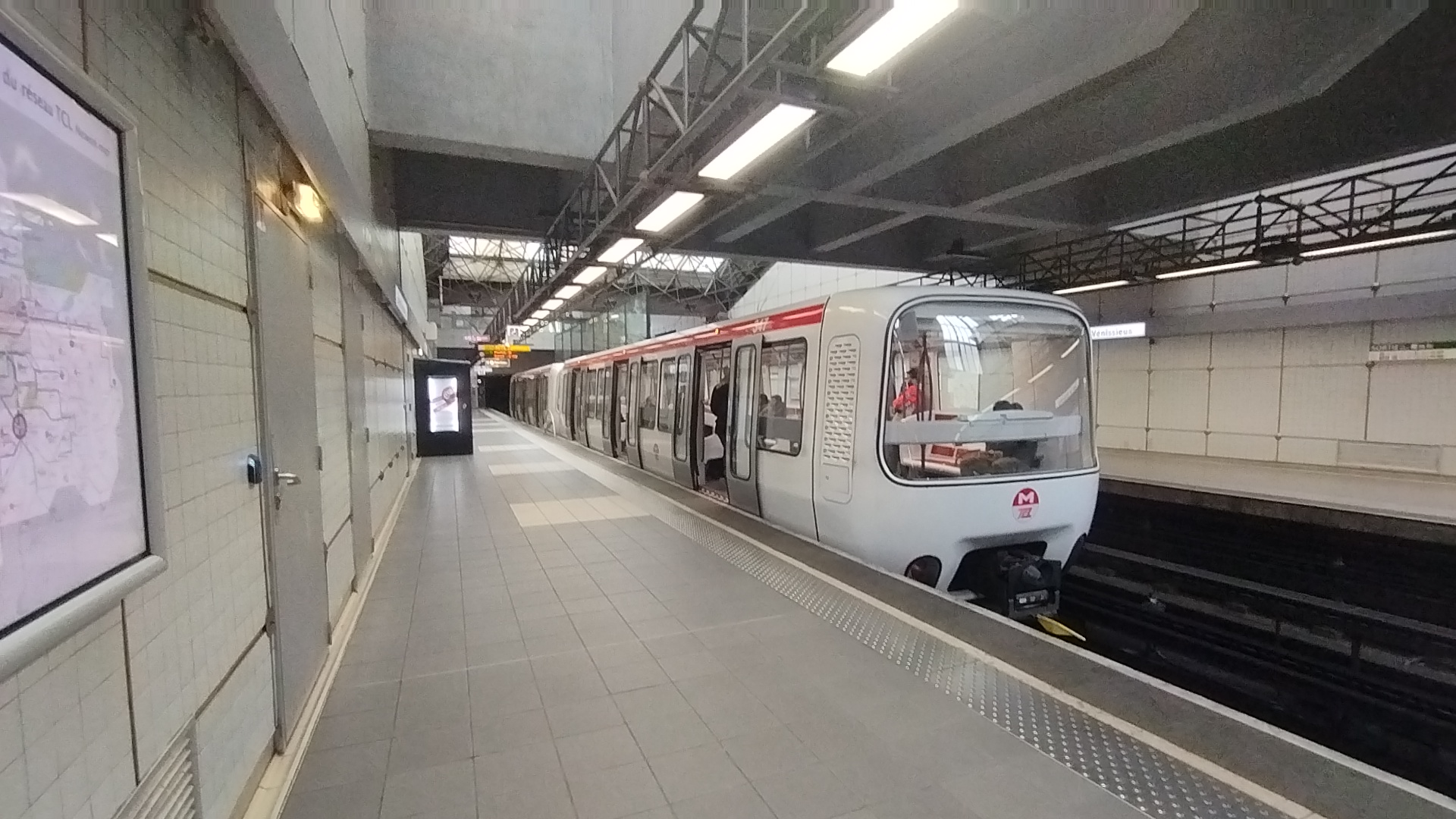
Rame MPL 85 n°347-348 à la station Gare de Vénissieux

Le Métro Pneus Lyon 1985 est un métro sur pneumatiques automatique conçu par Alsthom (aujourd'hui Alstom) et Matra (fonctionnement automatique). Ces rames sont en service sur la ligne D depuis l'ouverture de la ligne en 1991.

#### MPL 16

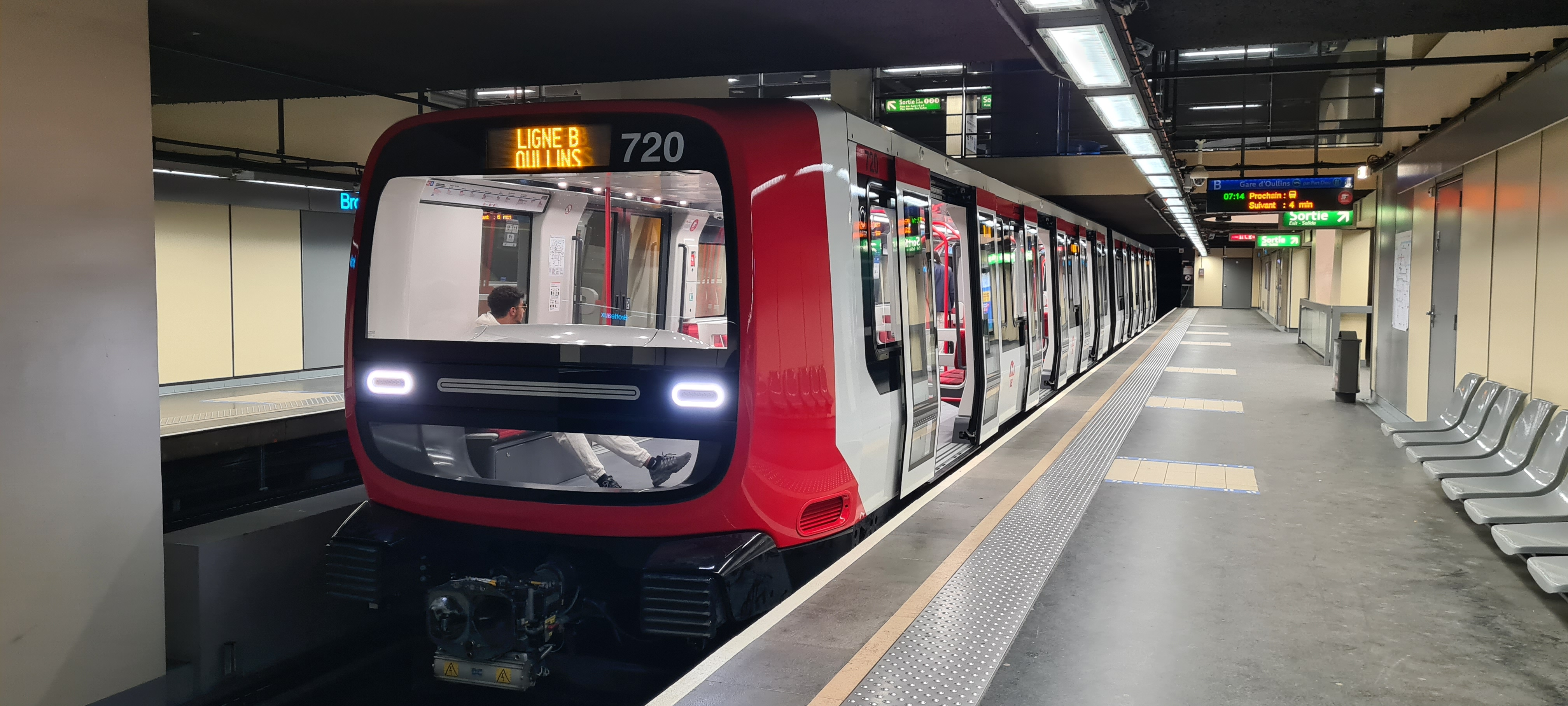
Rame MPL 16 n°719-720 à la station Brotteaux

Le Métro Pneus Lyon 2016 est un métro sur pneumatiques automatique. Le SYTRAL a annoncé la commande de ces nouvelles rames dans le cadre du projet Avenir Métro. Ces rames ont remplacé les MPL 75 sur la ligne B, qui a été automatisée, et remplaceront les MPL 85 sur la ligne D à l'horizon 2038.
L'appel d'offres a été remporté par Alstom. La tranche ferme est de 30 rames et la tranche conditionnelle est de 22 rames.
En raison de la pandémie de Covid-19, la mise en service de ces rames a été retardée et les travaux préparatoires se poursuivent avant une mise en service à l'automne 2021, de nouveau repoussée à mi-2022. Elles ont finalement été mises en service le 29 mai 2022.
Ces rames sont équipées de la climatisation, mais aussi d'écrans d'information voyageur en temps réel. Elles sont constituées de 2 voitures motorisées (M+M), reliées par une intercirculation.

#### MPL 25
Le Métro Pneus Lyon 2025 sera un métro sur pneumatiques automatique. Le SYTRAL a annoncé la commande de ces nouvelles rames dans le cadre de la modernisation de la ligne D du métro de Lyon, ces rames seront construites par Alstom. Une tranche de 26 rames a été commandée.
Les rames seront climatisées et équipées des dernières technologies d'information voyageurs. Elles seront constituées de deux voitures motorisées (M+M), reliées par une intercirculation. Elles seront intégralement compatibles avec les MPL16 et identiques à ces dernières,.

### Exploitation

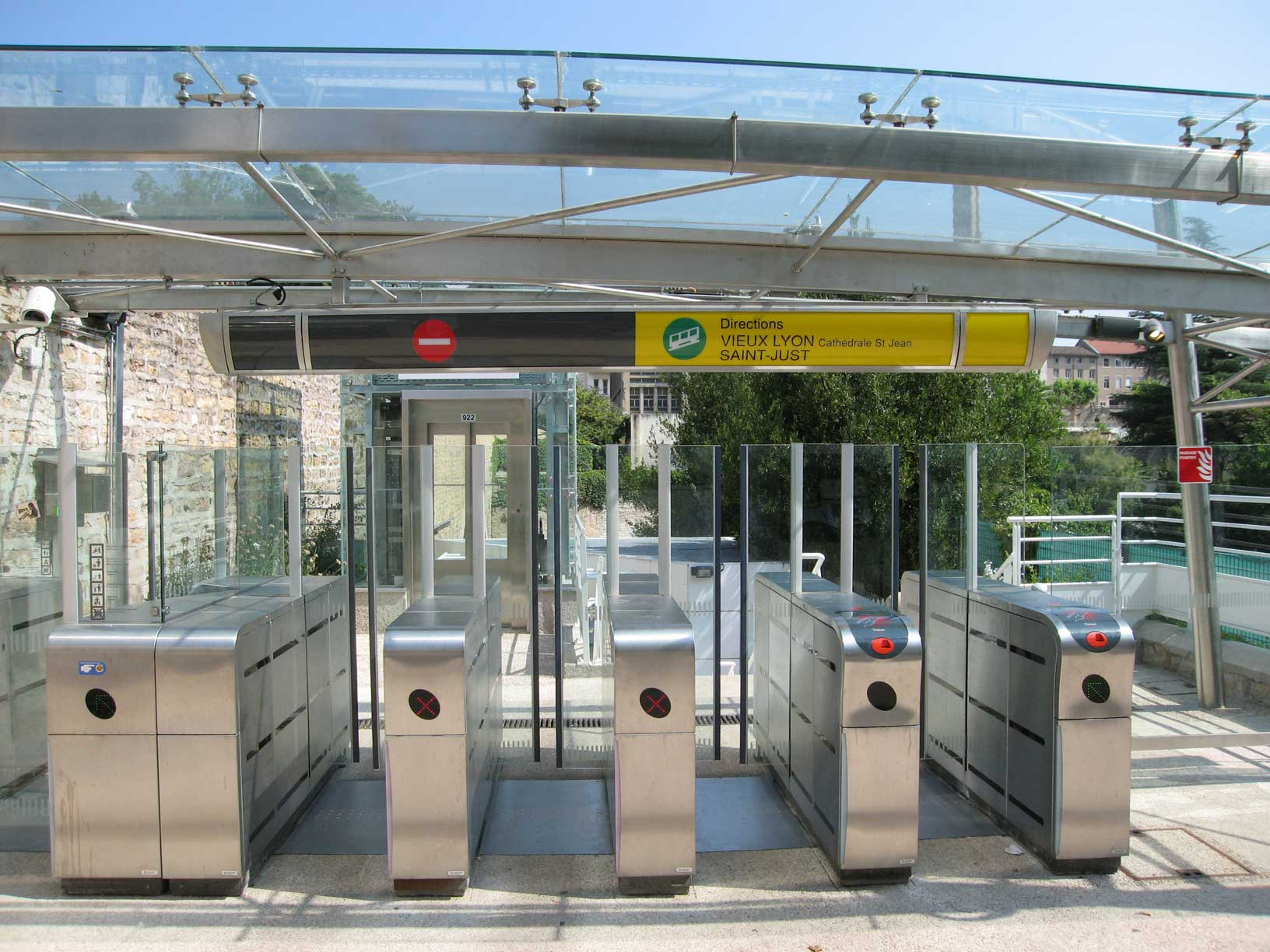
Portillons d'accès à l'entrée de la station Minimes - Théâtres Romains du funiculaire F1 (Saint-Just). Le métro utilise les mêmes portillons.

Le métro, ainsi que les bus, trolleybus, funiculaires et tramways de Lyon sont exploités par Keolis Lyon, sous la marque TCL (Transports en commun lyonnais), pour le compte de SYTRAL Mobilités.
Le métro lyonnais circule à gauche, comme les trains français, les autres métros circulant généralement à droite. Cette particularité est le résultat du projet, jamais réalisé, de faire circuler le métro en banlieue sur les voies de la SNCF.
Le gabarit du métro de Lyon, 2,90 m, est plus généreux (métro lourd) que la moyenne des métros européens ; c'est pour cela que la ligne D a été la première ligne automatique à matériel lourd, alors que Lille a été la première métropole française à se doter d'un métro automatique à petit gabarit (VAL).
L'espacement et le type de pneu sont similaires à ceux du métro de Montréal construit peu de temps avant celui de Lyon.
Le réseau métro fonctionne de 4 h 35 à 0 h 37. Depuis le 15 novembre 2019, les quatre lignes circulent jusqu'à 2 h du matin les vendredis et samedis soir,.

## Tarification et financement

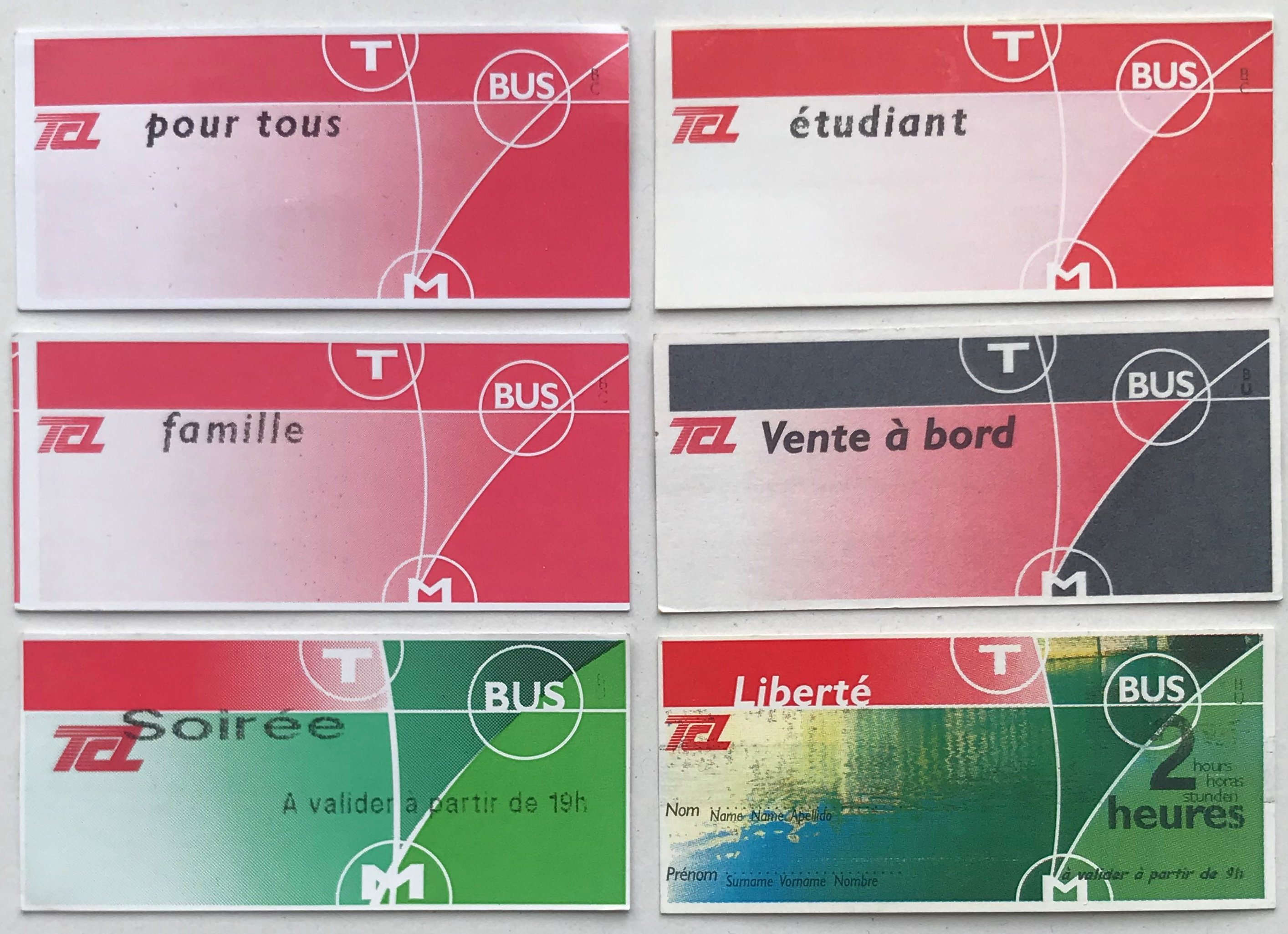
Six tickets du métro de Lyon correspondant à différents publics, différentes utilisations ou différents modes d'achat.

La tarification est identique sur l'ensemble du réseau TCL, qui est accessible avec l'ensemble des tickets et abonnements existants. Un ticket unité permet un trajet simple quelle que soit la distance, avec une ou plusieurs correspondances possibles avec les autres lignes de bus, tramway, funiculaire et de métro pendant une durée maximale d'une heure entre la première et dernière validation.
Un ticket validé dans un métro permet d'emprunter l'ensemble du réseau, quel que soit le mode de transport. Le trajet retour est autorisé avec le même ticket depuis le 1er janvier 2013 dans la limite d'une heure après sa première validation. Depuis le 15 février 2024, un nouveau ticket unique et rechargeable remplace les anciens tickets à bande magnétique.
Le financement du fonctionnement des lignes (entretien, matériel et charges de personnel) est assuré par l'exploitant Keolis Lyon. Cependant, les tarifs des billets et abonnements dont le montant est limité par décision politique ne couvrent pas les frais réels de transport. Le manque à gagner est compensé par l'autorité organisatrice, SYTRAL Mobilités. Il définit les conditions générales d'exploitation ainsi que la durée et la fréquence des services.

## Projets de développement
Aucun projet d'extension ou de création de nouvelle ligne de métro n'est prévu avant horizon 2050.

### Plan de développement du métro 2023 - 2035
SYTRAL Mobilités annonce le 28 juin 2023 son plan de développement du métro 2023 - 2035 pour éviter une saturation du métro à horizon 2040.
Ligne A : En 2025, les MPL75 seront rénovés pour un prolongement de leur durée de vie de quinze à vingt ans. Des caméras seront installées à cette occasion. Trois stations seront aussi rénovées. En 2026, trois rames supplémentaires seront ajoutées sur la ligne et les automates seront modifiés. D'ici 2035, les MPL75 arriveront en fin de vie. La ligne sera donc automatisée pour cette occasion, le parc sera remplacé par l'achat de 20 nouvelles rames 4 voitures reliées par une intercirculation. En plus de l'automatisation, des portes palières seront installées sur la ligne (50 % des intrusions sur les voies se produisent sur la ligne A).
Ligne B : Quatorze rames supplémentaires vont être progressivement mises en place jusqu'en 2025. Vers septembre 2024, les rames passeront de deux à quatre voitures en heure de pointe ou la totalité de la journée (UM). En 2025 aura lieu la fin de mise au point de la configuration en UM. En 2030, des travaux d'élargissement seront effectués à la station Gare Part-Dieu Vivier Merle. En 2038, l'entièreté des MPL16 sera cédée à la ligne D et remplacée par des rames de quatre voitures reliées par une intercirculation (probablement les mêmes rames qui équiperont la ligne A).
Ligne C : En 2023, la rénovation des MCL80 avec installation de caméras a été terminée. En 2027, l'aménagement intérieur des rames sera réorganisé. En 2035, comme les MPL75 les MCL80 arriveront en fin de vie, elles seront remplacées par sept à neuf nouvelles rames et la création d'une double voie entre Hénon et Cuire.
Ligne D : En 2027, la configuration des rames sera revue pour passer de deux à quatre voitures. À une date qui n'a pas encore été officiellement fixée, les systèmes de pilotage de la ligne D seront remplacés (ce sera une première mondiale). En 2030, 26 rames nouvelle génération avec ventilation réfrigérée, nommées MPL25, seront ajoutées pour renforcer l'offre. En 2038, les MPL85 seront remplacées par les MPL16 de la ligne B.
PCC : En 2027 ouvrira un nouveau poste de contrôle et de commandement (PCC) plus moderne. Celui existant sera converti en poste de contrôle et de commandement de secours.

## Projets de développement abandonné

### Automatisation des lignes avec conservation des MPL 75
Les rames de la ligne A et anciennement de la ligne B disposent déjà, à l'origine d'un pilotage semi-automatique qui permet la circulation des rames sans intervention directe du conducteur entre deux arrêts. Ce système n'est cependant pas évolutif vers une automatisation totale.
Début janvier 2010, une rame « cobaye » a été envoyée à Clermont-Ferrand dans les Ateliers de Construction du Centre (ACC), spécialisés dans la rénovation de matériel ferroviaire, pour y installer un nouveau système de pilotage automatique, permettant ultérieurement l'automatisation intégrale de la ligne et la suppression des conducteurs (à l'instar de la ligne D). Il était initialement prévu que toutes les rames MPL 75 des lignes A et B soient équipées à l'horizon 2017 de ce nouveau système, en même temps que le système de signalisation des lignes B et A serait renouvelé.
Mais à la suite d'arbitrages budgétaires, ces rames MPL 75 ne seront finalement pas équipées pour un fonctionnement sans conducteur en raison de leur âge et de leur durée de vie résiduelle.
L'automatisme intégral ne sera déployé que sur du matériel roulant neuf, ce qui sera le cas en juin 2022, d'abord sur la ligne B. Le nouveau système utilisé est une innovation d'Areva TA. Il nécessite un nouvel équipement informatique dans chaque rame MPL16, ainsi que dans le tunnel où elles circulent. Des économies d'énergies sont attendues à la suite de l'automatisation.

### Création de la ligne E

Plan de la ligne E projetée en 2019

Le SYTRAL a réalisé, sur son plan de mandat 2015-2020, des études pour la création d'une nouvelle ligne de métro qui relierait le Vieux-Lyon ou le centre-ville à la gare d'Alaï à Tassin-la-Demi-Lune, afin de répondre à une promesse de campagne de Gérard Collomb, alors maire de Lyon, qui souhaitait doter l'ouest lyonnais d'une ligne de métro. Ces études démarrent en juin 2017 et sont menées par la société Egis Rail. Au début du projet, il était envisagé que cette cinquième ligne aurait pu être indépendante, ou construite comme débranchement de la ligne D, depuis Vieux-Lyon ou depuis Vaise, ou dans la continuité de la ligne A depuis Perrache.
Le 31 janvier 2018, lors des vœux du Sytral, sont explicitement évoquées les études de faisabilité de création d'une « nouvelle ligne de métro E entre Lyon et le quartier Alaï à Tassin ». Le 9 février 2018, une conférence de presse est organisée pour présenter le résultat des études de faisabilité. Il est annoncé que deux scénarios sont retenus parmi les douze étudiés ; la nouvelle ligne partirait soit de la station Bellecour, soit de la station Hôtel de Ville, et serait mise en service vers 2030. La ligne passerait par les quartiers Trion, Point du Jour, et Ménival.
Le 11 juillet 2018, le SYTRAL a saisi la Commission nationale du débat public (CNDP) du projet de nouvelle ligne de métro automatique entre Lyon et le quartier Alaï à Tassin-la-Demi-Lune. La CNDP a décidé de l'organisation d'une concertation préalable et désigne M. Jean-Claude Ruysschaert et M. Lucien Briand comme garants.
La concertation préalable a lieu du 4 mars au 6 mai 2019. Si des doutes subsistent concernant la fréquentation (estimée à environ 60 000 voyageurs par jour), le projet est globalement approuvé par les habitants. Au cours de cette concertation, un prolongement au-delà de la presqu'île est largement évoquée par les contributeurs, afin d'atteindre la gare Part-Dieu et son quartier en plein développement. Lors de la réunion de clôture, Fouziya Bouzerda, présidente du Sytral, annonce qu'elle « plaidera pour faire voter des études complémentaires pour un terminus Part-Dieu ».
Le choix se fait finalement sur un tracé Alaï - Libération - Ménival - Point du Jour - Saint-Irénée - Bellecour, avec des études complémentaires pour un prolongement à l'est vers Part-Dieu, mais aussi à l'ouest jusqu'à Craponne. À ce stade, l'enquête publique est prévue pour 2021-22, les travaux commençant en 2025.
En juillet 2020, les élections municipales et métropolitaines, toutes deux remportées par Europe Écologie Les Verts, changent la donne. Si Grégory Doucet, maire de Lyon, et Bruno Bernard, président de la métropole, s'accordent sur le développement du réseau de transports en commun à Lyon, ils souhaitent avant tout déployer leurs efforts sur le tramway. La ligne de métro E, initiée par la précédente mandature, est jugée coûteuse, trop longue à construire et n'est donc pas leur priorité. Bruno Bernard annonce, parmi les projets de création ou de prolongement de métro, de n'en réaliser qu'un seul pendant son mandat,. Des voix se sont élevées contre l'éventuel abandon du projet de métro E, et une pétition a été lancée en ce sens. Des élus municipaux de Tassin-la-Demi-Lune, directement concernés par ce métro, ont également communiqué leur soutien au projet.
En décembre 2020, le SYTRAL, désormais présidé par Bruno Bernard, valide le plan de mandat 2020-2026, qui déterminera, via une consultation citoyenne réalisée à l'automne 2021, le prochain projet de métro pour la métropole :
- un prolongement de la ligne A à l'est de Vaulx-en-Velin - La Soie vers Meyzieu ;
- un prolongement de la ligne B au nord de Charpennes - Charles Hernu à Rillieux via Caluire ;
- un prolongement de la ligne D au nord-ouest de Gare de Vaise à La Duchère ;
- la réalisation de la ligne E entre Alaï et Part-Dieu, via Bellecour.

Finalement, le SYTRAL annonce début mars 2022 qu'il abandonne définitivement les projets de métro afin de se consacrer à la création de lignes de tramways express semi-enterrés dans le but de réduire les coûts (à la suite notamment de la crise sanitaire ayant fait chuter drastiquement la croissance de fréquentation du réseau TCL) et d'éviter de consacrer une large part de l'enveloppe budgétaire à un seul projet,.
En mai 2022, SYTRAL Mobilités annonce travailler sur un projet de « tramway express » pour l'ouest lyonnais avec des sections enterrées, avec un tracé proche du projet du métro E dans la portion ouest (Alaï, Libération, Ménival, Point du Jour, Saint-Irénée), mais différente vers l'est, desservant Perrache et Jean Macé au lieu de Bellecour et Part-Dieu. Ce projet de tramway express est critiqué à nouveau par le maire de la commune de Tassin qui y voit « un demi-métro, pour un demi-budget, et une demi-ligne comparé au projet initial de métro jusque Part-Dieu ». Il est soutenu par d'autres personnalités politiques de l'Ouest lyonnais, comme le maire de Pierre-Bénite Jérôme Moroge fervent défenseur du métro E.

## Autour du métro

### Intermodalité
Le développement du réseau de métro a entraîné une profonde réorganisation de celui de surface et notamment la création de pôles d'échange multimodaux.
Les multiples extensions du métro de Lyon démontrent que celui-ci a favorisé la connexion d'une gare à l'autre par un réseau métropolitain, conformément au rôle originel d'un réseau express régional. Les gares de Perrache, Jean Macé, Part-Dieu, Gorge de Loup, Vaise, Vénissieux et Oullins ont en commun leur connexion au métro de Lyon.
La ligne D relie trois gares TER entre elles, proposant chacune des dessertes totalement différentes. Deux de ces trois gares, Vaise et Vénissieux, composent les deux terminus de la ligne.
La ligne B relie également trois gares aux dessertes différentes : Part-Dieu, Jean Macé et Oullins.